# Đỉnh dầu

Một phân phối sản xuất dầu thế giới vào năm 1956, hiển thị dữ liệu lịch sử và sản xuất trong tương lai, được đề xuất bởi M. King Hubbert - nó có mức cao nhất 12,5 tỷ thùng mỗi năm trong khoảng năm 2000

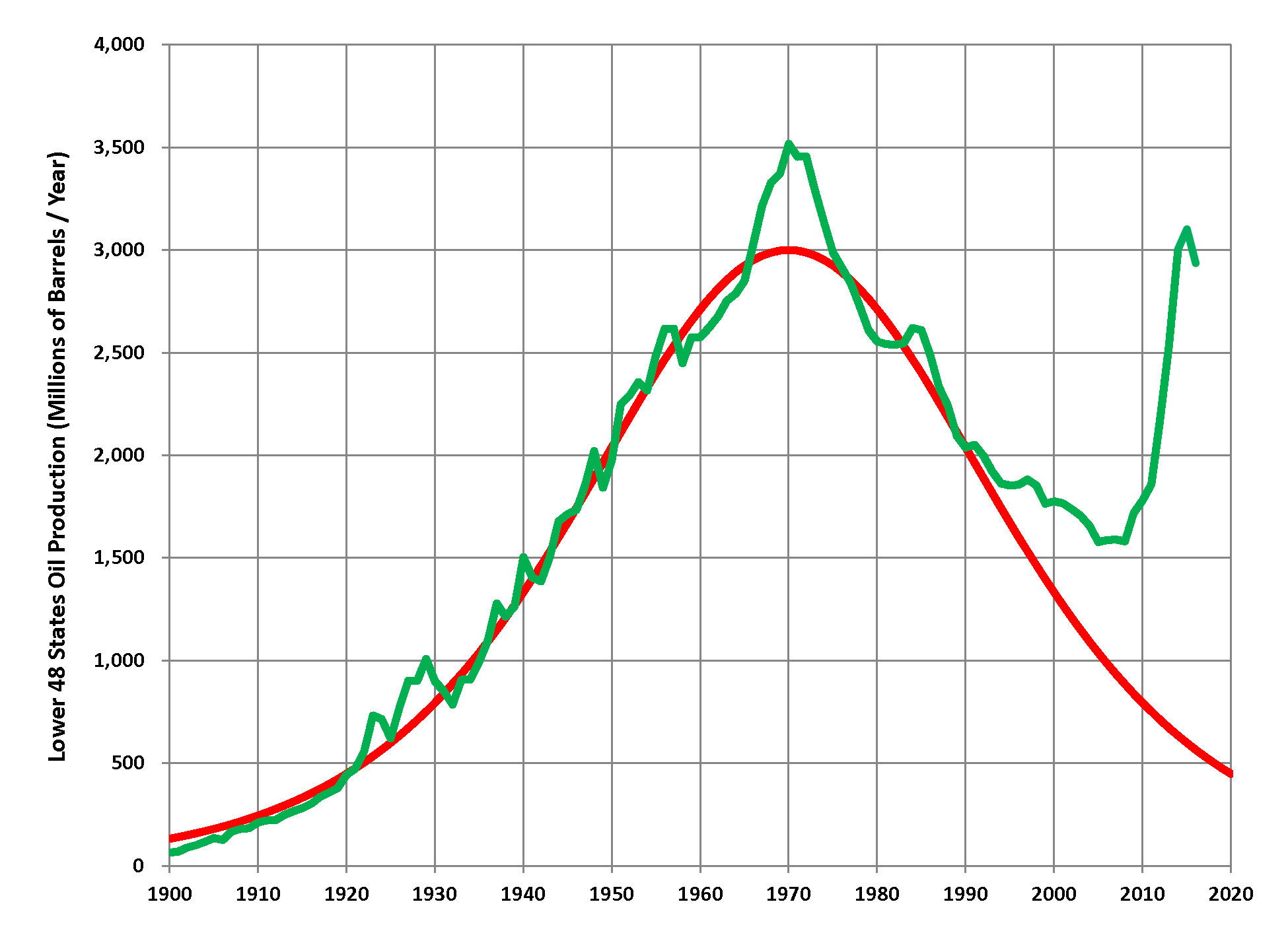
Dự đoán giới hạn trên của Hubbert đối với sản xuất dầu thô của Hoa Kỳ (1956) và sản xuất 48 tiểu bang thực tế trong năm 2014

Đỉnh dầu, một hiện tượng dựa trên học thuyết của M. King Hubbert, là thời điểm mà sự hình thành dầu đạt đến đỉnh điểm, sau đó nó được dự đoán sẽ bước vào giai đoạn suy giảm. Thuyết đỉnh dầu được dựa trên quá trình quan sát sự tăng, đạt đỉnh điểm, sự giảm, và sự vơi đi của dầu trong vùng có mỏ dầu theo thời gian. Nó thường bị lầm tưởng với lượng dầu vơi đi; Tuy nhiên, đỉnh dầu là đỉnh điểm của lượng dầu được tạo ra, trong khi sự vơi đi lại liên quan tới thời kì suy giảm của sự cung ứng.
Nhiều nhà nghiên cứu, ví dụ như những chuyên gia dầu mỏ Kennenth S. Deffeyes và Matthew Simmons, dự đoán rằng không có sự can thiệp của kinh tế toàn cầu sẽ làm cho đỉnh dầu hạ xuống mức thấp và theo sau đó là giá dầu sẽ tăng lên bởi sự phụ thuộc khá nhiều vào những phương tiện vận chuyển công nghiệp, nông nghiệp hiện đại, và hệ thống công nghiệp ở mức giá thấp và sự ứng dụng rộng rãi của dầu. Nhưng tất cả chỉ là dự đoán.
Dự đoán của đỉnh dầu dựa vào dự đoán sản lượng dầu thường được đưa ra dựa trên phạm vi bao gồm viễn cảnh lạc quan (sản lượng nhiều) và bi quan (sản lượng ít). Đánh giá lạc quan của dự đoán sản lượng dầu của thế giới sẽ bắt đầu giảm dần sau năm 2020, và giả định các khoản đầu tư lớn vào các biện pháp thay thế sẽ xảy ra trước khủng hoảng, mà không cần phải có những thay đổi lớn trong lối sống của các quốc gia tiêu thụ dầu mạnh mẽ. Những dự đoán bi quan về việc sản xuất dầu trong tương lai được đưa ra sau năm 2007 cho hay đỉnh cao đã xảy ra, rằng việc sản xuất dầu đang ở đỉnh điểm, hoặc sẽ sớm xảy ra.
Dự đoán ban đầu của Hubbert cho rằng đỉnh dầu của Hoa Kỳ sẽ vào khoảng năm 1970 có vẻ chính xác trong một khoảng thời gian, bởi việc sản xuất trung bình hằng năm của Hoa Kỳ đạt đỉnh điểm vào năm 1970 với 9.6 triệu thùng mỗi ngày. Tuy nhiên, việc ứng dụng thành công các vế nứt thủy lực lớn vào khác hồ chưa khan kín đã làm cho sản xuất của Hoa Kỳ phục hồi trở lại, thách thức sự không thể tránh né của sự suy thoái sau đỉnh điểm của sản xuất dầu ở Hoa Kỳ. Thêm vào đó, dự doán ban đầu của Hubbert về việc sản xuất dầu đạt đỉnh điểm đã được chứng minh.

## Mô phỏng sản xuất dầu toàn cầu
Ý tưởng là tỷ lệ sản xuất dầu sẽ cao nhất và sự suy giảm không thể đảo ngược được là tỷ lệ cũ. Năm 1919, David White, chuyên gia địa chất thuộc Cơ quan Địa chất Hoa Kỳ, đã viết về dầu mỏ của Hoa Kỳ:"... đỉnh cao của sản xuất sẽ sớm được thông qa, có thể trong vòng 3 năm." Năm 1953, Eugene Ayers, một nhà nghiên Gulf Oil, dự đoán rằng nếu trữ lượng dầu mỏ có thể thu hồi của Mỹ là 100 tỷ thùng, thì sản xuất ở Mỹ sẽ đạt đỉnh điểm vào cuối năm 1960. Nếu khả năng phục hồi tối đa là 200 tỷ thùng, điều đó ông đã cáchr báo là ước muốn của Mỹ sẽ sản xuất đến đỉnh cao vào cuối năm 1970. Cũng như các quốc gia khác, ông dự kiến một đỉnh điểm nào đó giữa năm 1985 (1000 tỉ thùng cuối cùng có thể thu hồi) và 2000 (2000 tỉ thùng thu hồi). Ayers đã dự đoán mà không cần một mô hình toán học nào. Ông ấy viết:" Nếu đường cong được tạo ra hợp lí, có thể tương thích với các biểu thức toán học với nó và để xác định, theo cách này, các ngày cao điểm tương ứng với số dự trữ có thể thu hồi cuối cùng."
Nhà nghiên cứu địa lý M. King Hubbert đã sử dụng mô hình thống kê vào năm 1956 để dự đoán chính xác sản xuất dầu của Mỹ sẽ đạt đỉnh từ năm 1965 đến năm 1971. Hubbert đã sử dụng một mô hình cong bán hậu cần (đôi khi không chính xác so với phân bố bình thường). Ông cho rằng tỷ lệ sản xuất của một nguồn lực hạn chế sẽ theo một phân bố gần như đối xứng. Tùy thuộc vào giới hạn khả năng khai thác và áp lực thị trường, sự gia tăng hoặc giảm sản lượng tài nguyên theo thời gian có thể rõ ràng hơn hoặc ổn định hơn, xuất hiện nhiều tuyến tính hoặc cong hơn. Mô hình đó và các biến thể của nó bây giờ được gọi là lý thuyết Peak Hubbert; Chúng đã được sử dụng để mô tả và dự đoán đỉnh điểm và sự suy giảm của sản xuất từ các vùng, các quốc gia và các khu vực đa quốc gia. Lý thuyết tương tự cũng đã được áp dụng cho sản xuất tài nguyên hạn chế khác.
Trong một phân tích năm 2006 của thuyết Hubbert, lưu ý rằng sự không chắc chắn về số lượng sản xuất dầu thực tế và sự nhầm lẫn trong các định nghĩa làm tăng sự không chắc chắn nói chung về dự báo sản xuất. Bằng cách so sánh sự phù hợp của các mô hình khác, người ta thấy rằng các phương pháp của Hubbert đã mang lại sự phù hợp nhất với tất cả, nhưng không có mô hình nào là chính xác. Vào năm 1956 Hubbert tự giới thiệu việc sử dụng "một gia đình có đường cong sản xuất có thể" khi dự đoán đỉnh cao sản xuất và đường cong suy giảm.
Gần đây hơn, thuật ngữ "đỉnh dầu" đã được Colin Campbell và Kjell Aleklett phổ biến vào năm 2002 khi họ giúp thành lập Hiệp hội Nghiên cứu Dầu khí đỉnh cao (ASPO). Trong các ấn phẩm của mình, Hubbert đã sử dụng thuật ngữ "tốc độ sản xuất cao điểm" và "cao điểm về tỷ lệ khám phá".

## Nhu cầu

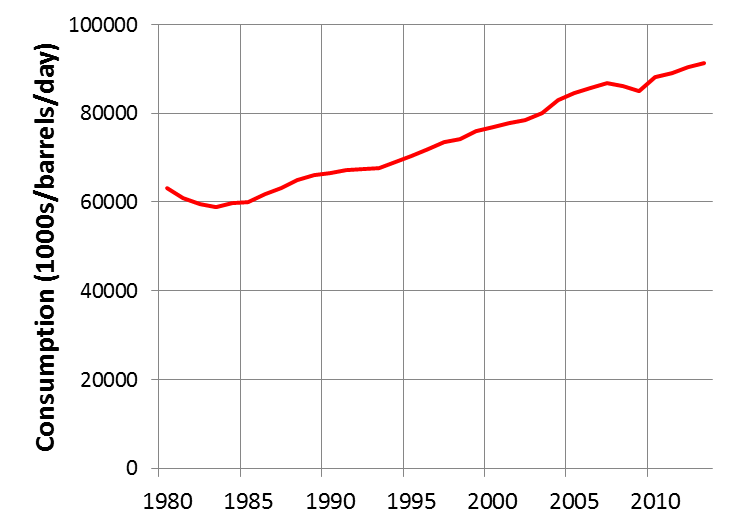
Tiêu thụ dầu toàn cầu 1980-2013 (Cơ quan thông tin năng lượng)

Nhu cầu của dầu đỉnh điểm theo thời gian liên quan đến tổng lượng dầu mà thị trường toàn cầu sẽ chọn để tiêu thụ ở mức giá thị trường khác nhau và làm thế nào toàn bộ danh sách các mặt hàng với giá khác nhau sẽ phát triển theo thời gian. Nhu cầu dầu thô toàn cầu tăng trung bình 1,76% 1 năm từ năm 1994 đến năm 2006, với mức tăng trưởng 3,4% trong năm 2003-2004. Sau khi đạt mức cao 85,6 triệu thùng (13,610,000 m3) mỗi năm trong năm 2007, tiêu dùng thế giới đã giảm 2,8% trong cả năm 2008 và 2009, mặc dù chi phí nhiên liệu đã sụt giảm mạnh trong năm 2008. Mặc dù lượng tiêu thụ dầu mỏ thế giới dự kiến sẽ tăng 21% so với năm 2007 vào năm 2030 (104 triệu thùng/ngày (16,5 × 106 m3 / ngày) từ 86 triệu thùng (13,7 × 106 m3)), hoặc khoảng 0,8 Tăng trưởng trung bình hàng năm, phần lớn do sự gia tăng nhu cầu từ khu vực vận tải. Theo dự báo của Cơ quan Năng lượng Quốc tế (IEA) vào năm 2013, nhu cầu dầu mỏ toàn cầu sẽ tăng mạnh hơn nhờ tăng trưởng năng lực sản xuất trong 5 năm tới. Sự phát triển vào cuối năm 2014-2015 đã chứng kiến lượng cung quá mức của thị trường toàn cầu, dẫn đến sự sụt giảm mạnh giá dầu.
Nhu cầu năng lượng được chia thành bốn lĩnh vực chính: giao thông, nhà ở, thương mại và công nghiệp. Về mặt sử dụng dầu, vận tải là ngành lớn nhất và là ngành có mức tăng nhu cầu lớn nhất trong những thập kỷ gần đây. Sự tăng trưởng này phần lớn đến từ nhu cầu mới cho các loại xe sử dụng cá nhân được cung cấp bởi động cơ đốt trong. [28] Ngành này cũng có tỷ lệ tiêu thụ cao nhất, chiếm khoảng 71% lượng dầu được sử dụng tại Hoa Kỳ vào năm 2013. Và 55% lượng dầu trên thế giới được ghi trong báo cáo của Hirsch. Do đó vận chuyển là quan tâm đặc biệt cho những người tìm cách giảm nhẹ tác động của đỉnh dầu.
| > 0.07 0.07 - 0.05 0.05 - 0.035 0.035 - 0.025 0.025 - 0.02 | 0.02 - 0.015 0.015 - 0.01 0.01 - 0.005 0.005 - 0.0015 < 0.0015 |

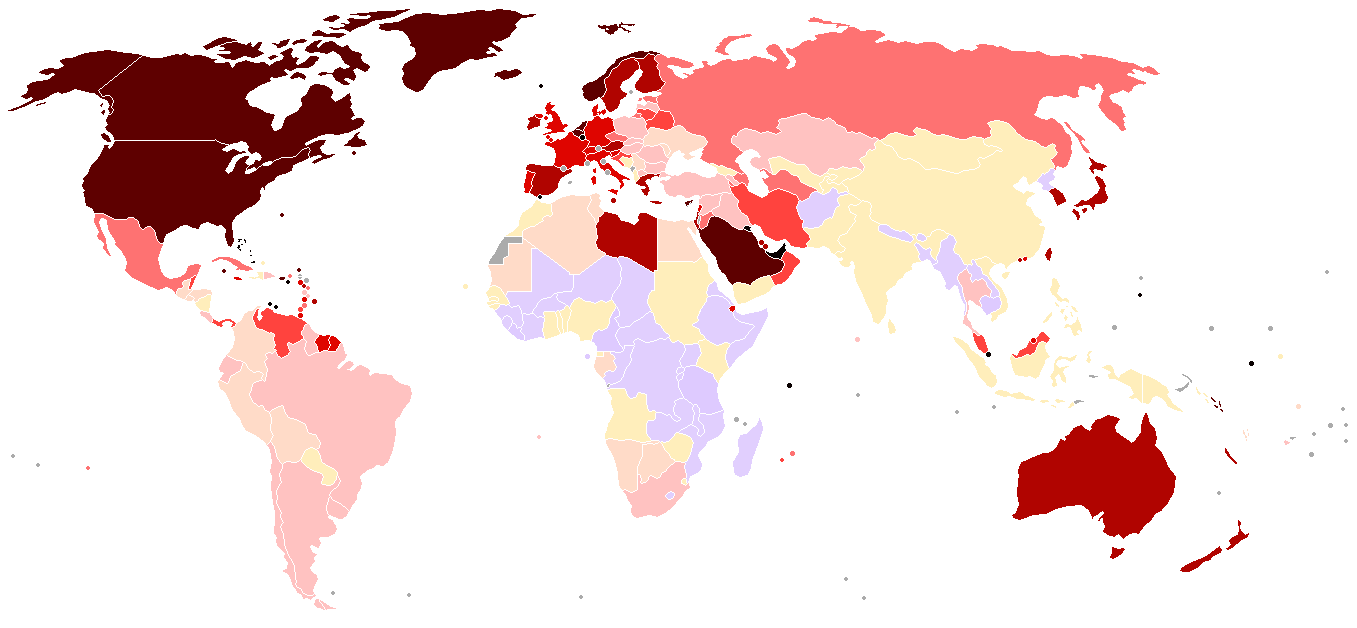
Tiêu thụ dầu trên đầu người (màu tối hơn thể hiện mức tiêu thụ nhiều hơn, màu xám biểu thị không có dữ liệu) (nguồn: xem mô tả tệp)

Mặc dù nhu cầu tăng trưởng cao nhất ở các nước đang phát triển, Hoa Kỳ là nước tiêu thụ dầu mỏ lớn nhất thế giới. Từ năm 1995 đến năm 2005, tiêu thụ của Mỹ đã tăng từ 17.700.000 thùng mỗi ngày (2.810.000 m3/ngày) lên 20.700.000 thùng / ngày (3.290.000 m3/ngày), tăng 3.000.000 thùng/ngày (480.000 m3/ngày). Trung Quốc so sánh tăng 3,400,000 thùng / ngày (540.000 m3/ngày) lên 7 triệu thùng/ngày (1.100.000 m3/ngày), tăng 3.600.000 thùng / ngày (570.000 m3/ngày), trong cùng khung thời gian. Cục Quản lý Thông tin Năng lượng (EIA) cho biết việc sử dụng xăng tại Hoa Kỳ có thể đã đạt đỉnh điểm vào năm 2007, một phần là do sự quan tâm ngày càng tăng và các yêu cầu sử dụng nhiên liệu sinh học và hiệu suất năng lượng.

Khi các nước phát triển, ngành công nghiệp và mức sống cao hơn thúc đẩy việc sử dụng năng lượng, việc sử dụng dầu là một thành phần chính. Các nền kinh tế đang phát triển, như Trung Quốc và Ấn Độ, nhanh chóng trở thành những người tiêu dùng dầu lớn. Chẳng hạn, Trung Quốc vượt Mỹ trở thành nước nhập khẩu dầu thô lớn nhất thế giới vào năm 2015. Tăng trưởng tiêu thụ dầu dự kiến sẽ tiếp tục; Tuy nhiên, không phải ở các tỷ lệ trước đó, khi tăng trưởng kinh tế của Trung Quốc được dự báo sẽ giảm từ mức cao của đầu thế kỷ 21. Nhập khẩu dầu của Ấn Độ dự kiến sẽ tăng gấp ba lần so với mức năm 2005 vào năm 2020, tăng lên 5 triệu thùng mỗi ngày (790 × 103 m3/ngày).

### Dân số

Dân số thế giới

Một yếu tố quan trọng khác ảnh hưởng đến nhu cầu xăng dầu là sự gia tăng dân số của con người. Cục Điều tra Dân số Hoa Kỳ dự báo dân số thế giới vào năm 2030 sẽ gần gấp đôi năm 1980. Sản lượng dầu mỗi đầu người đạt đỉnh điểm vào năm 1979 ở mức 5,5 thùng/năm nhưng sau đó đã giảm xuống mức dao động khoảng 4,5 thùng/năm kể từ đó. Về vấn đề này, tỷ lệ tăng dân số giảm từ những năm 1970 đã cải thiện phần nào mức suy giảm đầu người.

### Sự phát triển kinh tế
Một số nhà phân tích cho rằng chi phí của dầu có ảnh hưởng sâu sắc đến tăng trưởng kinh tế do vai trò quan trọng trong việc khai thác tài nguyên và chế biến, sản xuất và vận chuyển hàng hoá. Khi nỗ lực công nghiệp để trích xuất các nguồn dầu mới phi thường tăng lên, điều này có ảnh hưởng tiêu cực lên tất cả các khu vực của nền kinh tế, dẫn đến tình trạng trì trệ kinh tế hoặc thậm chí co thắt. Kịch bản như vậy sẽ dẫn đến việc không có khả năng các nền kinh tế quốc gia phải trả giá dầu cao, dẫn đến nhu cầu giảm và giá cả sụp đổ.

## Cung cấp

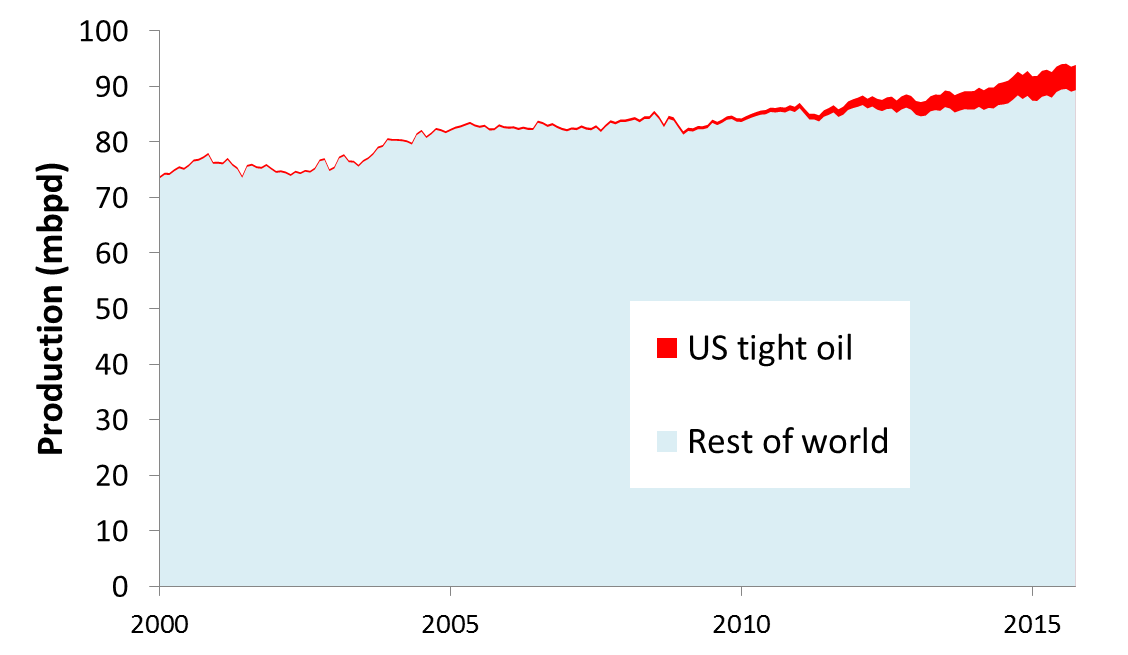
Sản xuất chất lỏng toàn cầu 2000-2015, cho thấy thành phần của dầu đá phiến của Hoa Kỳ (Cơ quan Thông tin Năng lượng)

Phân tích của chúng tôi cho thấy có rất nhiều tài nguyên nhiên liệu vật lý và dầu nhiên liệu cho tương lai gần. Tuy nhiên, tỷ lệ mà nguồn cung cấp mới có thể được phát triển và giá cả hòa vốn cho những nguồn cung cấp mới đang thay đổi.— International Energy Agency

### Xác định nguồn dầu
Dầu có thể đến từ các nguồn thông thường hoặc không theo quy ước. Các thuật ngữ này không được xác định rõ ràng, và thay đổi trong tài liệu vì các định nghĩa dựa trên các công nghệ mới có khuynh hướng thay đổi theo thời gian. Kết quả là các nghiên cứu dự báo dầu khác nhau bao gồm các loại nhiên liệu lỏng khác nhau. Một số sử dụng thuật ngữ "dầu thông thường" cho những gì được bao gồm trong mô hình, và "không theo quy ước" dầu cho các tầng lớp loại trừ.
Vào năm 1956, Hubbert hạn chế dự đoán dầu đạt đỉnh điểm đối với dầu thô "có thể sản xuất bằng các phương pháp hiện đang được sử dụng". Tuy nhiên, đến năm 1962, những phân tích của ông bao gồm những cải tiến trong thăm dò và sản xuất trong tương lai. Tất cả các phân tích của Hubbert về dầu đạt đỉnh điểm đã loại trừ dầu đặc biệt được sản xuất từ đá phiến dầu hoặc khai thác từ các bãi cát dầu. Một nghiên cứu năm 2013 dự đoán đỉnh điểm đầu tiên không bao gồm dầu nước sâu, dầu hỏa, dầu có trọng lượng dưới 17,5 và dầu gần các cực, chẳng hạn như trên dốc North của Alaska, tất cả đều được định nghĩa là phi thường. Một số định nghĩa được sử dụng phổ biến cho dầu thông thường và không theo quy ước được nêu chi tiết dưới đây.

#### Các nguồn dầu thông thường
Dầu thông thường được chiết xuất trên đất liền và ngoài khơi bằng các kỹ thuật tiêu chuẩn và có thể được phân loại là nhẹ, trung bình, nặng, hoặc rất nặng. Các định nghĩa chính xác của các cấp này khác nhau tùy thuộc vào khu vực mà dầu đến.
Dầu nhẹ chảy tự nhiên lên bề mặt hoặc có thể được chiết xuất bằng cách bơm nó ra khỏi mặt đất. Dầu nặng nghĩa là dầu có mật độ cao hơn và do đó giảm trọng lượng API gravity. Nó không chảy dễ dàng, và tính nhất quán của nó cũng tương tự như mật mía. Trong khi một số sản phẩm có thể được sản xuất bằng các kỹ thuật thông thường, tỷ lệ phục hồi tốt hơn bằng các phương pháp phi thường.

#### Các nguồn dầu phi thường
Dầu hiện nay được coi là không theo quy ước xuất phát từ nhiều nguồn.
· Dầu được chiết xuất từ các trầm tích của đá thấm thấp, đôi khi là đá phiến sét nhưng thường là những loại đá khác, sử dụng các vết nứt bằng thủy lực, hoặc "vỡ vụn". Nó thường bị nhầm lẫn với phiến đá dầu, đó là dầu được sản xuất từ kerogen chứa trong đá phiến dầu (xem dưới đây), Sản xuất dầu hỏa đã dẫn đến sự phục hồi của sản xuất ở Mỹ trong những năm gần đây. Tuy nhiên, sản lượng dầu hụt đã đạt được đỉnh điểm vào năm 2015 và sẽ không tăng trở lại cho đến khi giá dầu có sự phục hồi đáng kể.

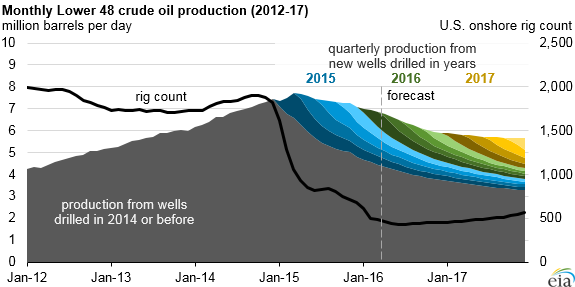
Sản lượng dầu thấp của Hoa Kỳ từ năm 2012 và dự đoán sản lượng sẽ giảm đến cuối năm 2017, cùng với số lượng giàn khoan (Cơ quan Thông tin Năng lượng)

· Đá phiến dầu là một thuật ngữ phổ biến đối với đá trầm tích như đá phiến sét hoặc đá cẩm thạch, chứa kerogen, tiền chất dầu sáp chưa được biến đổi thành dầu thô do áp suất và nhiệt độ cao do chôn sâu. Thuật ngữ "đá phiến dầu" có phần hơi khó hiểu, bởi vì những gì được gọi ở Mỹ là "đá phiến dầu" không phải là dầu thực sự và đá nó được tìm thấy nói chung không phải là đá phiến sét. Vì nó gần bề mặt hơn là chôn sâu trong lòng đất, đá phiến sét hoặc đá cẩm thạch thường được khai thác, nghiền nát, và vét lại, tạo ra dầu tổng hợp từ kerogen. Sản lượng năng lượng của nó thấp hơn nhiều so với dầu thông thường, do đó ước lượng sản lượng, năng lượng của các phát hiện đá phiến sét được coi là không đáng tin cậy.
· Cát dầu là các mỏ sa thạch chưa kết hợp có chứa một lượng lớn bitum dầu thô có độ nhớt cao hoặc dầu thô nặng có thể phục hồi bằng khai thác bề mặt hoặc bằng các giếng dầu tại chỗ bằng cách phun hơi nước hoặc các kỹ thuật khác. Nó có thể được hoá lỏng bằng cách nâng cấp, pha trộn với chất pha loãng, hoặc bằng cách sưởi ấm; Và sau đó được xử lý bởi một nhà máy lọc dầu thông thường. Quá trình phục hồi đòi hỏi công nghệ tiên tiến nhưng hiệu quả hơn đá phiến dầu. Lý do là, không giống như "đá phiến dầu của Mỹ", cát dầu ở Canada thực sự có chứa dầu, và đá cát họ tìm thấy dễ dàng hơn để sản xuất dầu từ đá phiến sét hoặc đá cẩm thạch. Trong phương ngữ tiếng Anh của Hoa Kỳ, các thành tạo này thường được gọi là "cát dầu", nhưng vật liệu tìm thấy trong chúng không phải là hắc ín nhưng là một dạng dầu nặng và dẻo về kỹ thuật được biết đến như là nhựa đường.

Sản lượng dầu thô của Hoa Kỳ lần đầu tiên vượt quá nhập khẩu kể từ đầu những năm 1990

· Hoá chất than hoặc sản phẩm gas cho chất lỏng là các hydrocarbon lỏng được tổng hợp từ quá trình chuyển đổi than hoặc khí tự nhiên bằng quá trình Fischer-Tropsch, quy trình Bergius hoặc quy trình Karrick. Hiện nay, hai công ty SASOL và Shell, có công nghệ dầu tổng hợp đã được chứng minh là hoạt động trên quy mô thương mại. Hoạt động kinh doanh chính của Sasol dựa trên công nghệ CTL (than đến lỏng) và GTL (khí tự nhiên), tạo ra doanh thu 4, 40 tỷ đô la Mỹ (năm tài chính 2009). Shell đã sử dụng các quy trình này để tái chế chất thải (thường bị đốt cháy ở giếng dầu và các nhà máy lọc dầu) thành dầu tổng hợp sử dụng được. Tuy nhiên, đối với CTL có thể không có đủ nguồn cung cấp than để cung cấp nhu cầu toàn cầu cho cả nhiên liệu lỏng và phát điện.
· Các nguồn tài nguyên nhỏ gồm có sự mất ổn định nhiệt, như đã thảo luận trong một bài viết của tạp chí Khám phá năm 2003, có thể được sử dụng để sản xuất dầu trong thời gian vô hạn, ra khỏi rác thải, chất thải và chất thải nông nghiệp. Bài báo tuyên bố rằng chi phí của quá trình là 15 USD / thùng. Một bài báo tiếp theo năm 2006 cho biết chi phí thực sự là 80 USD / thùng, vì nguyên liệu thô trước đây được coi là chất thải nguy hại, hiện nay có giá trị trên thị trường. Một bản tin năm 2008 của Phòng thí nghiệm Los Alamos đã đưa ra đề xuất rằng hydro (có thể sản xuất bằng cách sử dụng chất lỏng nóng từ lò phản ứng hạt nhân để phân tách nước thành hydro và oxy) kết hợp với CO2 bị cô lập có thể được sử dụng để sản xuất methanol (CH3OH), sau đó có thể chuyển thành xăng.

#### Khám phá
Tất cả dầu và khí đốt trên thế giới đã dễ dàng tìm thấy khá nhiều. Bây giờ là công việc khó khăn hơn trong việc tìm kiếm và sản xuất dầu từ môi trường thách thức hơn và các khu vực làm việc.

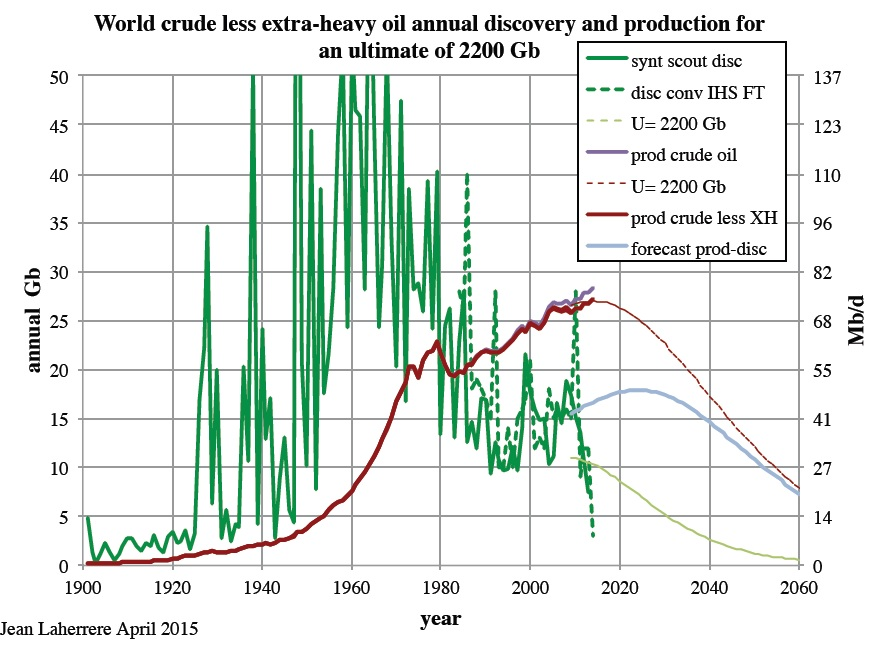
Thăm dò dầu thế giới đạt đỉnh điểm vào những năm 1960

- William J. Cummings, phát ngôn viên của công ty Exxon-Mobil, tháng 12 năm 2005

Rõ ràng là không có nhiều cơ hội tìm thấy bất kỳ số lượng đáng kể nào của dầu mới rẻ. Bất kỳ loại dầu mới hoặc phi tiêu chuẩn nào cũng đắt.
- Lord Ron Oxburgh, nguyên chủ tịch của Shell, tháng 10 năm 2008

Đỉnh điểm của những khám phá mỏ dầu thế giới xảy ra vào những năm 1960 với khoảng 55 tỷ thùng (8, 7 x 109 m3) (Gb) / năm. Theo Hiệp hội Nghiên cứu Dầu khí Cao điểm (ASPO), tỷ lệ phát hiện đã giảm đều kể từ đó. Theo năm 2010 của Reuters, tỷ lệ phát hiện hàng năm của các mỏ mới đã ở mức ổn định ở mức 15-20 Gb / năm.

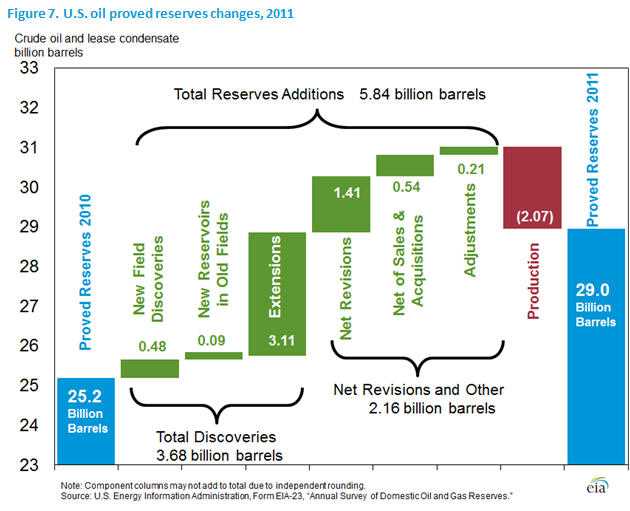
Mặc dù Hoa Kỳ đã chứng minh trữ lượng dầu tăng 3,8 tỷ thùng trong năm 2011, ngay cả sau khi trừ đi 2,07 tỷ thùng sản xuất, chỉ 8% trong số 5,84 tỷ thùng dầu mới được đặt trước là do những thăm dò mới (U.S. EIA)

Tuy nhiên, bất chấp sự sụp đổ của những phát minh mới trên lĩnh vực, và tỷ lệ sản xuất cao, dự báo trữ lượng dầu thô còn sót lại trong lòng đất vào năm 2014, tổng cộng 1.490 tỷ thùng, không kể dầu cát nặng của Canada, đã tăng gấp bốn lần năm 1965 đã chứng minh trữ lượng 354 tỷ thùng. Một nhà nghiên cứu thuộc Cơ quan Thông tin Năng lượng Hoa Kỳ đã chỉ ra rằng sau đợt sóng đầu tiên phát hiện trong một khu vực, phần lớn trữ lượng dầu mỏ và khí đốt tự nhiên không phải là sự phát triển của các mỏ mới, mà là từ sự mở rộng và khí đốt bổ sung được tìm thấy trong các mỏ hiện có.
Một báo cáo của Trung tâm nghiên cứu năng lượng Anh ghi nhận rằng "khám phá" thường được sử dụng một cách mơ hồ, và giải thích sự mâu thuẫn dường như giữa tỷ lệ khám phá giảm từ những năm 1960 và gia tăng trữ lượng do hiện tượng tăng trưởng dự trữ. Báo cáo ghi nhận rằng dự trữ tăng trong một lĩnh vực có thể được phát hiện hoặc phát triển bởi những năm công nghệ mới hoặc thập kỷ sau khi khám phá ban đầu. Nhưng do thực tiễn "backdating", bất kỳ trữ lượng mới trong một lĩnh vực, thậm chí cả những gì được phát hiện hàng thập kỷ sau khi phát hiện, được cho là do năm phát hiện đầu tiên, tạo ra một ảo tưởng rằng khám phá không theo kịp với sản xuất.

#### Dự trữ

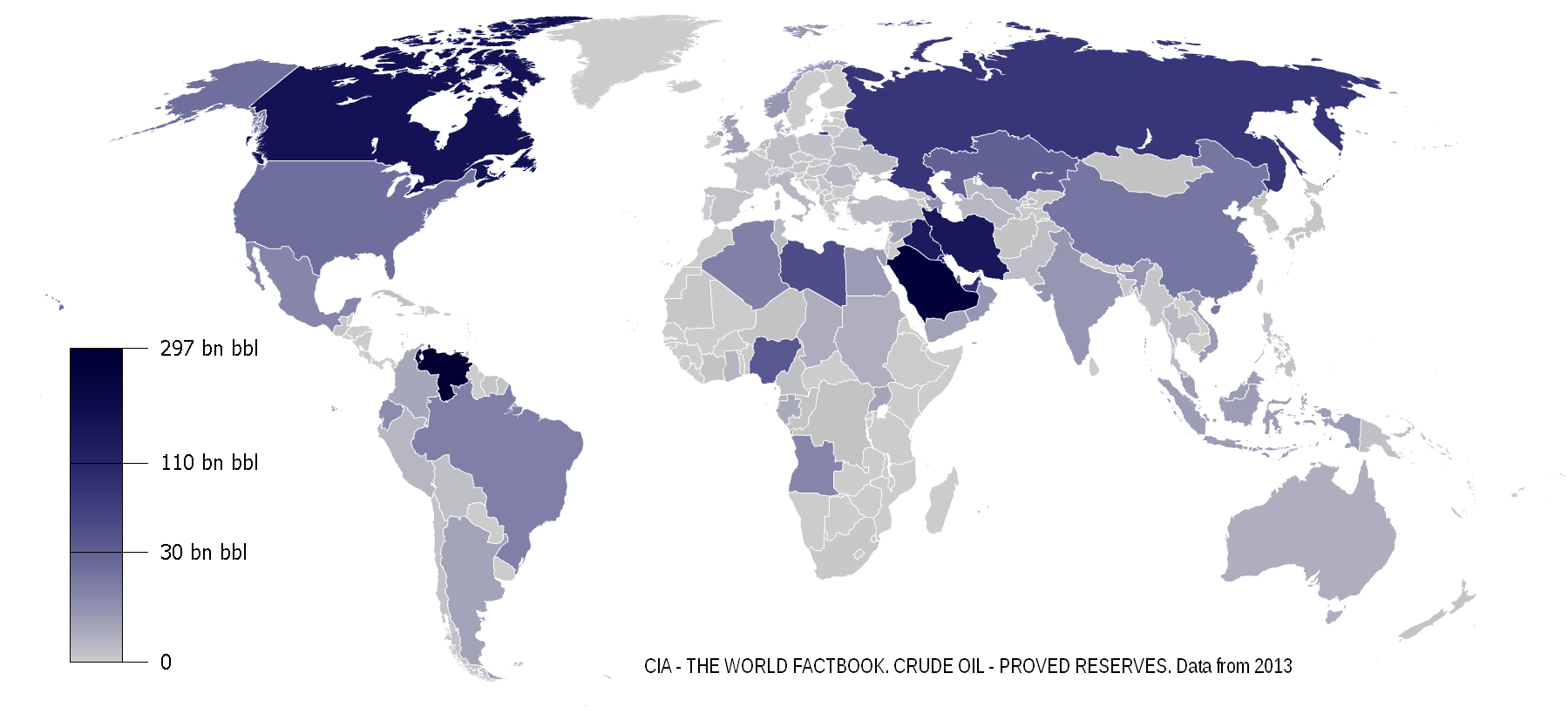
Dầu dự trữ đã chứng minh, 2013

Các bài báo chính: Dự trữ dầu và Danh sách các mỏ dầu lớn nhất.
Tổng trữ lượng dầu thô thông thường có thể bao gồm dầu thô với độ tin cậy 90% về mặt kỹ thuật có thể được sản xuất từ các hồ chứa (thông qua một giếng khoan sử dụng các phương pháp sơ cấp, thứ cấp, cải tiến, tăng cường, hoặc đại cương); Tất cả dầu thô với xác suất 50% được sản xuất trong tương lai (có thể xảy ra). Và phát hiện ra trữ lượng có khả năng sản xuất 10% trong tương lai (có thể). Ước tính dự trữ dựa trên những điều này được gọi là 1P, chứng minh (ít nhất 90% xác suất); 2P, đã được chứng minh và có thể xảy ra (ít nhất 50% xác suất); Và 3P, đã được chứng minh, có thể xảy ra và có thể (ít nhất 10% xác suất). Không bao gồm các chất lỏng chiết xuất từ các chất rắn hoặc khí hoá được khai thác (cát dầu, đá phiến dầu, các quá trình từ khí đến lỏng, hoặc các quá trình từ than đến lỏng).
Dự báo đỉnh cao của Hubbert năm 1956 đối với Hoa Kỳ phụ thuộc vào các ước tính địa chất về nguồn tài nguyên dầu mỏ có thể thu hồi tối đa, nhưng bắt đầu xuất bản năm 1962, ông kết luận rằng việc thu hồi dầu cuối cùng là một kết quả của phân tích toán học của ông, chứ không phải là giả định. Ông coi tính toán dầu đỉnh điểm của mình là độc lập với ước tính dự trữ.
Nhiều dự đoán hiện tại của 2P dự đoán dự trữ sẽ nằm trong khoảng từ 1150 đến 1350 Gb, nhưng một số tác giả đã viết rằng do thông tin sai lệch, giữ thông tin và tính toán dự trữ sai lệch, dự trữ 2P có thể gần 850-900 Gb. Trữ lượng dự báo đạt đỉnh điểm vào năm 1980, khi sản lượng lần đầu tiên vượt qua các phát hiện mới, sự gia tăng rõ rệt trữ lượng kể từ đó là không tưởng, và kết luận (năm 2007): "Có lẽ sản lượng dầu thế giới đã đạt đỉnh điểm, nhưng chúng ta không thể chắc chắn được."

##### Mối lo ngại về dự trữ
[Thế giới] dự trữ bị nhầm lẫn và trên thực tế tăng cao. Nhiều nguồn dự trữ được gọi là tài nguyên thực tế. Chúng không được mô tả, chúng không thể truy cập được, chúng không có sẵn để sản xuất.— Sadad Al Husseini, nguyên Phó chủ tịch Aramco, trình bày tại hội nghị Dầu và Tiền, tháng 10 năm 2007.

Biểu đồ của OPEC báo cáo dự trữ cho thấy sự tăng vọt trong dự trữ đã nêu mà không có những thăm dò liên quan, mặc dù thiếu hụt sản xuất hàng năm

Sadad Al Husseini ước tính rằng 300 tỷ thùng (48 × 109 m3) trong số 1.200 tỷ thùng của thế giới (190 × 109 m3) dự trữ đã được chứng minh nên được phân loại lại là nguồn đầu cơ.
Một khó khăn trong dự báo ngày dầu đỉnh điểm là độ mờ xung quanh trữ lượng dầu được phân loại là "đã được chứng minh". Ở nhiều nước sản xuất chủ yếu, đa số các yêu sách dự trữ không phải chịu sự kiểm toán hoặc kiểm tra bên ngoài. Nhiều dấu hiệu đáng lo ngại liên quan đến việc cạn kiệt nguồn dự trữ đã được chứng minh, đã xuất hiện trong những năm gần đây. Điều này được minh chứng rõ nét nhất bởi vụ bê bối năm 2004 xung quanh sự "bốc hơi" của 20% dự trữ của Shell.
Phần lớn, trữ lượng đã được chứng minh là do các công ty dầu mỏ, nhà sản xuất và tiểu bang tiêu dùng tuyên bố. Tất cả ba lý do để phóng đại dự trữ đã được chứng minh của họ: các công ty dầu mỏ có thể xem xét để tăng giá trị tiềm năng của họ; Các nước sản xuất đạt được tầm cỡ quốc tế mạnh mẽ hơn; Và các chính phủ của các quốc gia tiêu dùng có thể tìm kiếm một phương tiện để thúc đẩy tình cảm về an ninh và ổn định trong nền kinh tế và giữa người tiêu dùng.
Sự chênh lệch lớn phát sinh từ các vấn đề chính xác với số liệu tự báo cáo của Tổ chức các nước xuất khẩu dầu mỏ (OPEC). Bên cạnh khả năng các quốc gia này đã vượt quá dự trữ vì lý do chính trị (trong thời gian không có phát hiện đáng kể), hơn 70 quốc gia cũng theo một thực tế là không giảm dự trữ của họ để tính cho sản xuất hàng năm. Các nhà phân tích cho rằng các quốc gia thành viên của OPEC có động cơ kinh tế để phóng đại dự trữ của họ, vì hệ thống hạn ngạch của OPEC cho phép sản lượng lớn hơn cho các nước có trữ lượng lớn hơn.
Ví dụ, Kuwait đã được báo cáo trong tạp chí Dầu khí Quốc tế tuần tra 2006 với trữ lượng dự trữ chỉ có 48 tỷ thùng (7,6 × 109 m3), trong đó chỉ có 24 chiếc được chứng minh đầy đủ. Báo cáo này dựa trên sự rò rỉ của một tài liệu mật từ Kuwait và đã không được chính phủ Kuwait từ chối chính thức. Tài liệu bị rò rỉ này là từ năm 2001, nhưng không bao gồm các sửa đổi hoặc phát hiện được thực hiện kể từ đó. Thêm vào đó, số liệu dầu mỏ của Kuwait đã được báo cáo là 1.5 tỉ thùng dầu (240 × 106 m3) bị đốt bởi lính Iraq trong Chiến tranh vùng Vịnh thứ nhất.
Mặt khác, nhà báo điều tra Greg Palast lập luận rằng các công ty dầu mỏ có quan tâm đến việc làm dầu trông hiếm hoi hơn, để biện minh cho giá cao hơn. Quan điểm này bị tranh cãi bởi nhà báo sinh thái Richard Heinberg. Các nhà phân tích khác cho rằng các quốc gia sản xuất dầu mỏ đã hiểu được mức độ dự trữ của họ để tăng giá.
EUR được báo cáo bởi cuộc điều tra năm 2000 của USGS về 2.300 tỷ thùng (370 × 109 m3) đã bị chỉ trích vì giả định một xu hướng khám phá trong vòng 20 năm tới sẽ làm đảo ngược xu hướng được quan sát trong 40 năm qua. Độ tin cậy 95% của EUR là 2.300 tỷ thùng (370 × 109 m3) cho rằng mức độ phát hiện sẽ ổn định, mặc dù tỷ lệ phát hiện mới đã giảm từ những năm 1960. Xu hướng khám phá rơi xuống đã tiếp tục trong mười năm kể từ khi USGS đưa ra giả thuyết của họ. USGS năm 2000 cũng bị chỉ trích vì các giả định khác, cũng như giả định 2030 mức sản xuất không phù hợp với trữ lượng dự kiến.

##### Trữ lượng dầu phi truyền thống

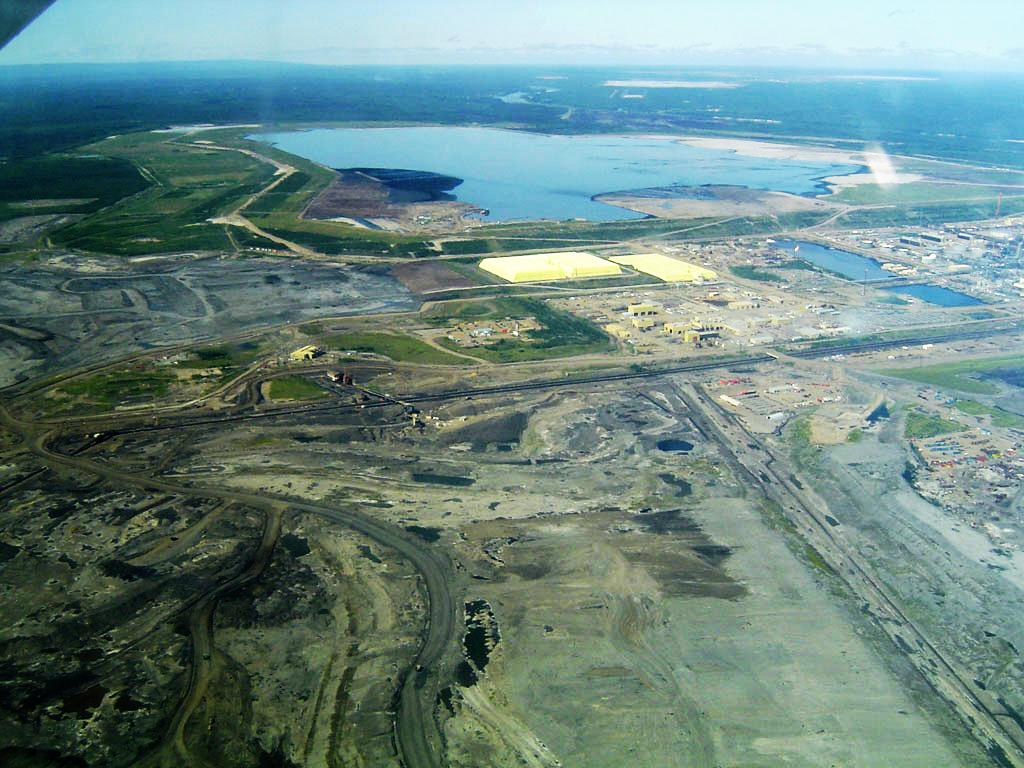
Khu mỏ và nhà máy Mildred Lake của Syncrude gần Fort McMurray, Alberta

Khi dầu truyền thống trở nên không sẵn có, nó có thể được thay thế bằng việc sản xuất chất lỏng từ các nguồn phi truyền thống như dầu hỏa, cát dầu, công nghệ khí hóa lỏng, công nghệ than hóa lỏng, công nghệ nhiên liệu sinh học và dầu đá phiến. Trong các ấn bản Triển vọng Năng lượng Quốc tế năm 2007  và những năm tiếp theo, từ "dầu" đã được thay thế bằng từ "chất lỏng" trong biểu đồ tiêu thụ năng lượng của thế giới. Năm 2009, nhiên liệu sinh học đã được bao gồm trong "chất lỏng" thay vì trong "các loại nhiên liệu tái tạo". Việc bao gồm cả khí thiên nhiên lỏng, một sản phẩm phụ của việc khai thác khí thiên nhiên, trong "chất lỏng" đã bị chỉ trích vì nó chủ yếu là một nguyên liệu hóa học mà thông thường không được dùng làm nhiên liệu vận tải.

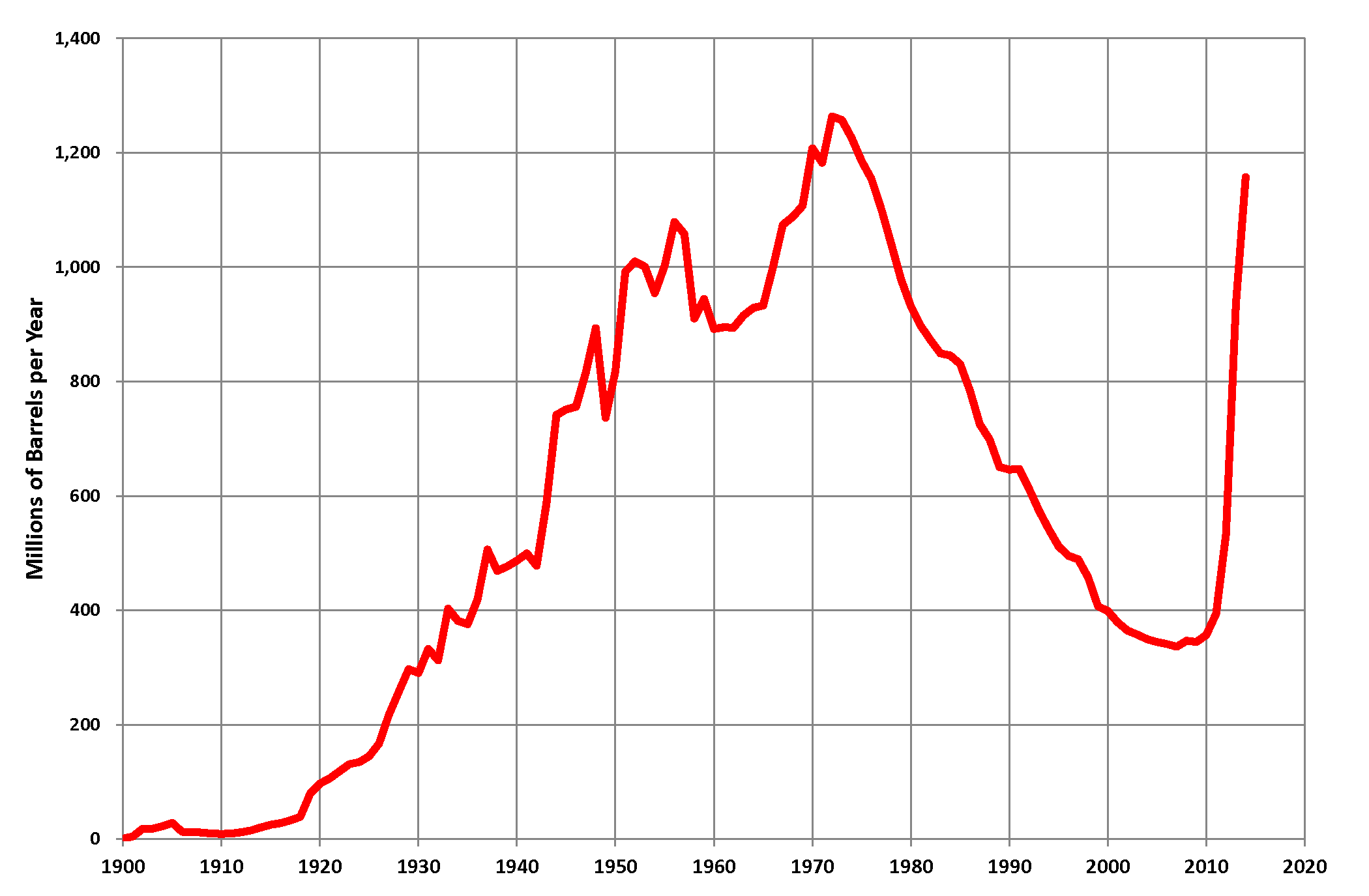
Sản lượng dầu ở Texas giảm kể từ khi đạt đỉnh vào năm 1972 nhưng gần đây đã hồi sinh do sản xuất dầu đá phiến

Trữ lượng ước tính được dựa trên giá dầu. Vì vậy, các nguồn phi truyền thống như dầu thô nặng, cát dầu và đá phiến dầu có thể được đưa vào như kỹ thuật mới làm giảm chi phí khai thác. Với những thay đổi về luật lệ của SEC, các công ty dầu mỏ có thể đặt chúng như là trữ lượng đã chứng minh sau khi mở một mỏ khai thác lộ thiên hoặc cơ sở nhiệt để khai thác. Những nguồn phi truyền thống này đòi hỏi thêm lực lượng lao động và nguồn nhân lực chuyên sâu để sản xuất, tuy nhiên đòi hỏi thêm năng lượng để tinh chế, dẫn đến chi phí sản xuất cao hơn và gấp ba lần phát thải khí nhà kính trên mỗi thùng (hoặc thùng tương đương) trên cơ sở "giếng đến bể" hoặc từ 10% đến 45% trên cơ sở "giếng đến bánh xe", bao gồm lượng carbon phát ra từ quá trình đốt sản phẩm cuối cùng.
Trong khi năng lượng được sử dụng, các tài nguyên cần thiết và các tác động môi trường của việc khai thác các nguồn phi truyền thống thường rất cao, các nguồn dầu phi truyền thống chủ yếu được xem xét để sản xuất trên quy mô lớn là dầu nặng ở Orinoco Belt của Venezuela, bãi cát dầu Athabasca ở lưu vực trầm tích Tây Canada và đá phiến dầu của sự thành hệ sông Xanh ở Colorado, Utah và Wyoming ở Hoa Kỳ. Các công ty năng lượng như Syncrude và Suncor đã khai thác bitum trong nhiều thập niên qua nhưng sản xuất đã tăng lên rất nhiều trong những năm gần đây với sự phát triển của hệ thống thoát nước bằng hơi nước và các công nghệ khai thác khác.
Chuck Masters của USGS ước tính rằng, "Sự xuất hiện các nguồn này cũng với nhau ở phía Tây bán cầu, xấp xỉ bằng trữ lượng đã xác định đối với dầu thô truyền thống được công nhận ở Trung Đông. Các nhà chức trách thông thạo các nguồn này tin rằng trữ lượng dầu phi truyền thống cơ bản của thế giới lớn hơn nhiều lần so với dầu truyền thống và sẽ có lợi nhuận cao cho các công ty do giá cao hơn ở thế kỉ 21. Vào tháng 10 năm 2009, USGS đã hiện đại hóa các mỏ cát dầu Orinoco (Venezuela) có thể thu hồi được "giá trị trung bình" lên 513 tỉ thùng (8.16 x 1010 m³), với 90% cơ hội nằm trong khoảng 380-652 tỉ thùng (103.7 x 109 m³), làm cho khu vực này thành "một trong những khu tích tụ dầu có thể thu hồi lớn nhất thế giới".

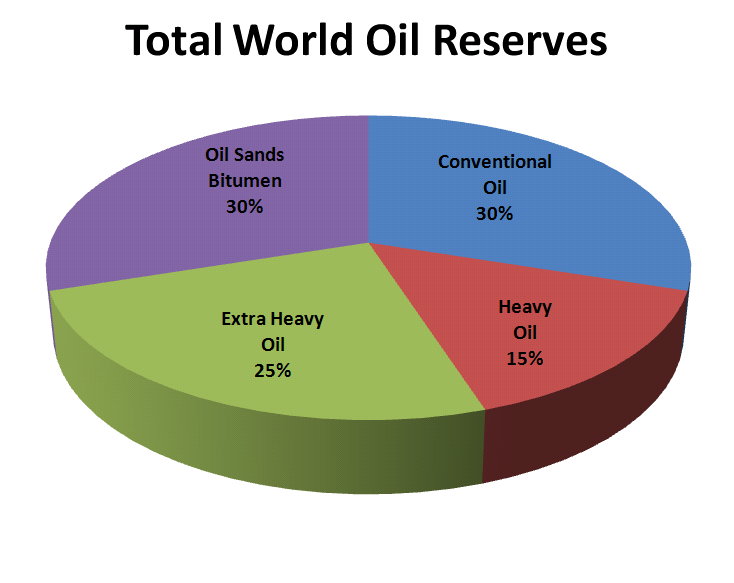
Tài nguyên độc đáo lớn hơn nhiều so với tài nguyên thông thường

Mặc dù lượng lớn dầu có sẵn trong các nguồn phi truyền thống, năm 2005, Matthew Simmons đã đưa ra lý lẽ rằng những hạn chế trong sản xuất ngăn cản chúng trở thành một thứ thay thế hiệu quả cho dầu truyền thống. Simmons trình bày rằng "Đây là những dự án cường độ năng lượng cao mà không bao giờ có thể đạt được khối lượng cao" để bù đắp tổn thất đáng kể từ các nguồn khác. Một nghiên cứu khác khẳng định rằng mặc dù các giả định rất lạc quan, "cát dầu của Canada sẽ không ngăn được đỉnh dầu", mặc dù sản lượng có thể lên tới 5.000.000 bbl / d (790.000 m³ / d) vào năm 2030 nằm trong chương trình nỗ lực phát triển cấp tốc.
Hơn nữa, dầu được chiết xuất từ các nguồn này thường chứa các chất gây ô nhiễm như lưu huỳnh và các kim loại nặng tập trung năng lượng để chiết xuất và có thể để lại quặng đuôi, ao chứa cặn dầu hydrocarbon trong một số trường hợp. Điều này cũng áp dụng cho nhiều mỏ trữ dầu truyền thống của Trung Đông, phần lớn là nặng, nhớt, và bị ô nhiễm bởi lưu huỳnh và kim loại đến mức không thể sử dụng được. Tuy nhiên, giá dầu cao làm cho những nguồn này hấp dẫn hơn về mặt tài chính. Một nghiên cứu bởi Wood Mackenzie cho thấy rằng vào đầu những năm 2020 tất cả nguồn cung cấp dầu phụ của thế giới có thể sẽ đến từ những nguồn phi truyền thống.

#### Sản lượng
Thời điểm khi sản lượng dầu thế giới đạt đỉnh điểm sinh ra khái niệm đỉnh dầu. Một số người gắn bó với "đỉnh dầu" tin rằng năng lực sản xuất sẽ vẫn là hạn chế chính của sự cung ứng và khi sản lượng giảm, nó sẽ là nút cổ chai chính cho vấn đề cân bằng cung/cầu dầu khí. Một số khác lại cho rằng nỗ lực phát triển công nghiệp khai thác dầu mỏ sẽ có tác động tiêu cực đến tăng trưởng kinh tế toàn cầu, dẫn đến sự giảm nhu cầu và sự sụt giá, do đó sản lượng suy giảm vì một số nguồn phi truyền thống trở nên lãng phí. Những người khác tin rằng đỉnh điểm có thể ở một chừng mực nào đó bằng sự suy giảm nhu cầu do những công nghệ mới và việc cải thiện hiệu quả sử dụng năng lượng từ dầu.
Các phát hiện dầu trên toàn thế giới đã ít hơn sản lượng hàng năm kể từ năm 1980. Dân số thế giới đã tăng nhanh hơn sản lượng dầu mỏ. Do đó, sản lượng dầu theo đầu người đạt đỉnh điểm vào năm 1979 (trước đó là một thế ngang bằng suốt giai đoạn 1973-1979).

Sản xuất dầu các nước 2013, bbl/ngày (CIA World Factbook)

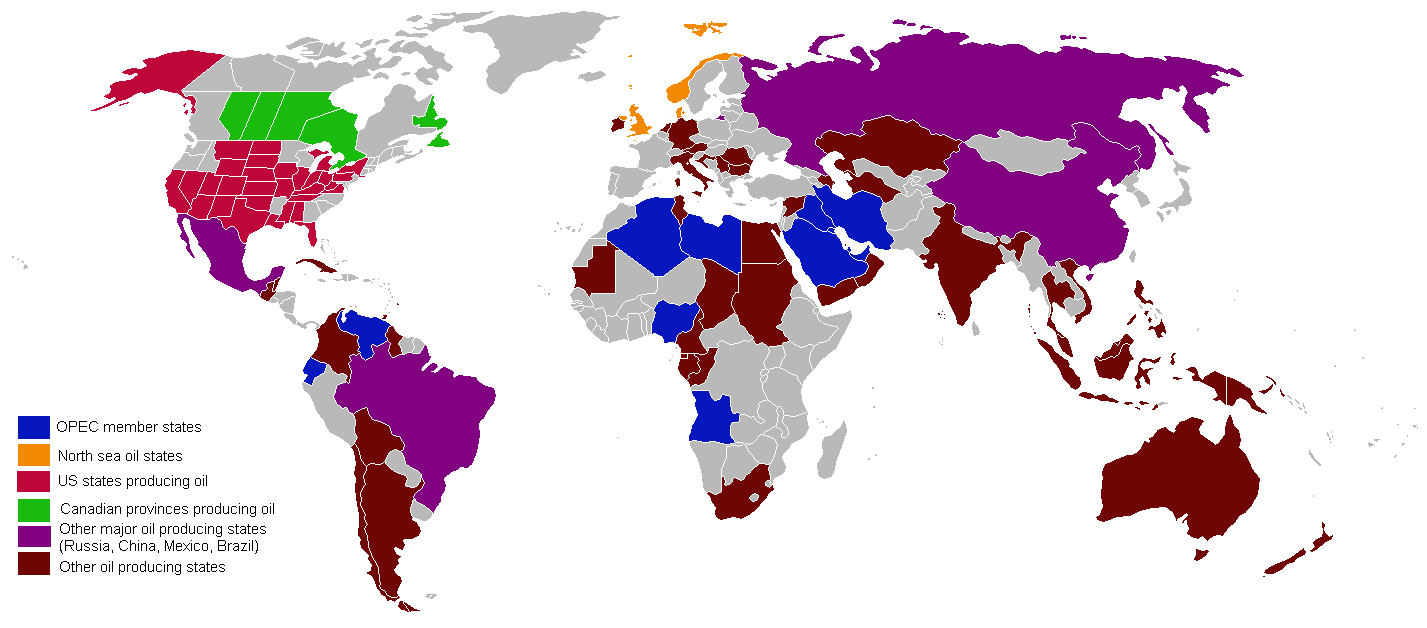
Sản xuất dầu quốc gia

Việc đầu tư ngày càng tăng vào dầu khó tiếp cận là một dấu hiệu cho niềm tin của các công ty dầu mỏ vào sự kết thúc của dầu dễ. Ngoài ra, trong khi người ta tin rằng giá dầu tăng thúc đẩy sản lượng tăng, ngày càng có nhiều người trong ngành công nghiệp dầu mỏ tin rằng thậm chí với giá cao hơn, sản lượng dầu cũng không tăng đáng kể. Trong số các lý do được trích dẫn, cả các yếu tố địa chất cũng như các yếu tố "trên mặt đất" có thể thấy rằng sản lượng dầu gần như ở thế ngang bằng.
Một khái niệm quan trọng liên quan đến sự suy giảm "dầu dễ" là năng lượng hồi phục từ năng lượng đầu tư, còn được gọi là EROEI. Tạp chí An ninh Năng lượng năm 2008 phân tích về năng lượng hồi phục trong nỗ lực khoan tại Hoa Kỳ kết luận rằng có rất ít tiềm năng để tăng sản lượng khí và đặc biệt là dầu. Bằng cách xem xét phản ứng lịch sử của sản lượng đối với sự biến động của nỗ lực khoan, phân tích cho thấy sự gia tăng sản lượng do gia tăng việc khoan là rất nhỏ. Điều này là do mối quan hệ định lượng chặt chẽ giữa giảm lãi với tăng nỗ lực khoan: khi nỗ lực khoan tăng lên, năng lượng thu được trên mỗi giàn khoan hoạt động đã giảm theo lũy thừa một cách nghiêm trọng. Nghiên cứu kết luận rằng ngay cả một nỗ lực khoan thăm dò khổng lồ cũng không làm gia tăng đáng kể sản lượng dầu và khí trong khu vực dầu mỏ đã trưởng thành như Hoa Kỳ. Tuy nhiên, trái với kết luận của nghiên cứu, kể từ khi bản phân tích được công bố vào năm 2008, sản lượng dầu thô của Mỹ đã tăng 74%, và sản xuất khí thiên nhiên khô đã tăng 28% (2014 so với năm 2008).

##### Sản lượng ước tính bởi các cơ quan chuyên môn

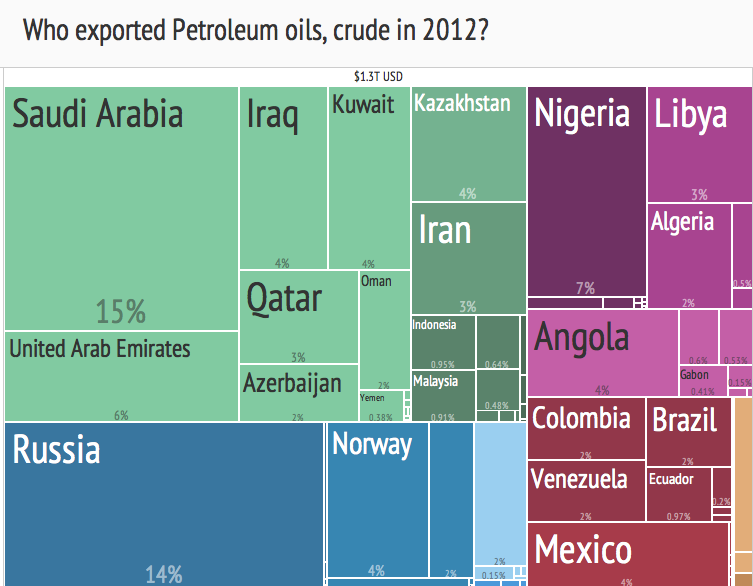
Bản đồ xuất khẩu dầu thô (2012) từ Harvard Atlas of Economic Complexity

Mức trung bình cung cấp hằng năm trên toàn cầu từ năm 1987 đến năm 2005 là 1.2 triệu thùng / ngày (190 × 103 m³ / ngày) (1,7%). Năm 2005, IEA dự đoán rằng vào năm 2030 sản lượng sẽ đạt 120.000.000 thùng / ngày (19.000.000 m³ / ngày), nhưng con số này dần dần giảm xuống còn 105.000.000 thùng / ngày (16.700.000 m³ / ngày). Một phân tích năm 2008 về các dự đoán của IEA đặt câu hỏi về một số giả thuyết cơ bản và tuyên bố rằng mức sản xuất năm 2030 là 75.000.000 thùng / ngày (11.900.000 m³ / ngày) (bao gồm 55.000.000 thùng dầu thô và 20.000.000 thùng (3.200.000 m³) dầu phi truyền thống và khí thiên nhiên lỏng) là thực tế hơn so với số liệu của IEA. Gần đây hơn, Triển vọng Năng lượng Hàng năm của EIA năm 2015 cho thấy không có đỉnh điểm về sản lượng tới năm 2040. Tuy nhiên, điều này đòi hỏi một mức giá dầu Brent trong tương lai là $144 / bbl (2013 USD) "khi nhu cầu ngày càng tăng dẫn đến việc phát triển các nguồn tài nguyên tốn kém hơn." Cho dù nền kinh tế thế giới có thể phát triển và nhu cầu được duy trì thì giá dầu cao vẫn sẽ tiếp diễn.

##### Suy giảm các mỏ dầu

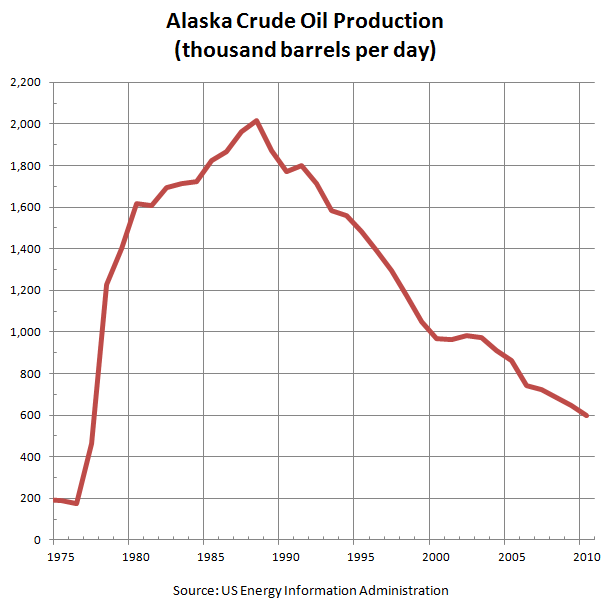
Sản lượng dầu của Alaska đã giảm 70% kể từ khi đạt đỉnh vào năm 1988

Trong một nghiên cứu năm 2013 về 733 mỏ dầu khổng lồ, chỉ có 32% dầu thu hồi về cơ bản và khí còn lại. Ghawar, là mỏ dầu lớn nhất trên thế giới và chịu trách nhiệm sản xuất khoảng một nửa sản lượng dầu của Ả-rập Xê-út trong 50 năm qua, đã bị suy giảm trước năm 2009. Mỏ dầu lớn thứ hai thế giới, mỏ Burgan ở Kuwait, đã rơi vào suy thoái vào tháng 11 năm 2005.
Nó được thiết lập rằng một khi mỏ dầu đạt sản lượng tối đa, nó sẽ suy giảm ở một tỷ lệ giảm nhất định. Ví dụ, Mexico thông báo rằng sản lượng từ mỏ Cantarell khổng lồ đã bắt đầu giảm trong tháng 3 năm 2006, với báo cáo là ở mức 13% mỗi năm. Cũng trong năm 2006, Abdullah Saif - Phó Chủ tịch Cấp cao của Saudi Aramco - ước tính rằng các mỏ hiện có của nó đang giảm với tỷ lệ từ 5% đến 12% mỗi năm. Theo một nghiên cứu về 811 mỏ dầu lớn nhất được tiến hành vào đầu năm 2008 bởi Hiệp hội Nghiên cứu Năng lượng Cambridge, tỷ lệ giảm trung bình của mỏ là 4,5% mỗi năm. Hiệp hội Nghiên cứu về Đỉnh dầu và khí đỉnh đã đồng ý với tỷ lệ suy giảm của họ, nhưng xem xét tỷ lệ của các mỏ mới khá lạc quan. IEA đã tuyên bố vào tháng 11 năm 2008 rằng việc phân tích 800 mỏ dầu cho thấy sản lượng dầu giảm 6,7% một năm đối với các mỏ vượt qua đỉnh điểm và mức này sẽ tăng lên 8,6% vào năm 2030. Báo cáo của Cơ quan Năng lượng Quốc tế trong tạp chí Triển vọng Năng lượng Thế giới năm 2008 đã báo cáo về tỷ lệ giảm hằng năm nhanh hơn 5.1% ở 800 mỏ dầu lớn nhất thế giới, được tính bằng sản lượng trên số tuổi của nó. Nghiên cứu năm 2013 về 733 mỏ khổng lồ được đề cập trước đây có tỷ lệ suy giảm trung bình là 3,83% được cho là "dè dặt".

#### Kiểm soát việc vượt cung
Các tổ chức, chẳng hạn như chính phủ hoặc các tập đoàn kinh doanh có thể giảm nguồn cung cho thị trường thế giới bằng cách hạn chế tiếp cận với nguồn cung thông qua việc quốc hữu hoá dầu, cắt giảm sản xuất, hạn chế quyền khoan, áp đặt thuế, vv.. Các biện pháp chế tài, tham nhũng và xung đột quân sự cũng có thể làm giảm cung.

##### Quốc hữu hóa nguồn cung cấp dầu
Một yếu tố khác ảnh hưởng đến cung cấp dầu toàn cầu là việc quốc hữu hoá trữ lượng dầu mỏ của các quốc gia sản xuất. Việc quốc hữu hoá dầu xảy ra khi các quốc gia bắt đầu mất sản lượng dầu và từ chối không cho xuất khẩu. Kate Dourian, biên tập viên Platts 'Middle East, chỉ ra rằng trong khi các ước tính trữ lượng dầu mỏ có thể khác nhau, chính trị đã đi vào việc cân bằng nguồn cung dầu. "Một số quốc gia trở nên vượt quá giới hạn. Các công ty dầu mỏ lớn hoạt động tại Venezuela đều ở trong tình thế khó khăn vì sự quốc hữu hoá nguồn tài nguyên này ngày càng tăng. Các quốc gia này hiện không muốn chia sẻ trữ lượng của họ".
Theo công ty tư vấn PFC Energy, chỉ có 7% trữ lượng dầu khí ước tính của thế giới nằm ở các nước cho phép các công ty như ExxonMobil tự do. 65% thuộc sở hữu của các công ty nhà nước như Saudi Aramco, với phần còn lại ở các nước như Nga và Venezuela, nơi mà việc tiếp cận của các công ty Tây Âu và Bắc Mỹ rất khó khăn. Nghiên cứu PFC hàm ý các yếu tố chính trị đang hạn chế năng lực ở Mexico, Venezuela, Iran, Iraq, Kuwait, và Nga. Ả rập Xê út cũng đang hạn chế khả năng mở rộng năng lực, nhưng là do áp lực tự chủ, không giống như các nước khác. Do không có khả năng tiếp cận các quốc gia có khả năng thăm dò dầu mỏ, ExxonMobil gần như không thực hiện việc đầu tư để tìm kiếm dầu mới mà họ đã làm vào năm 1981.

##### OPEC ảnh hưởng đến cung ứng

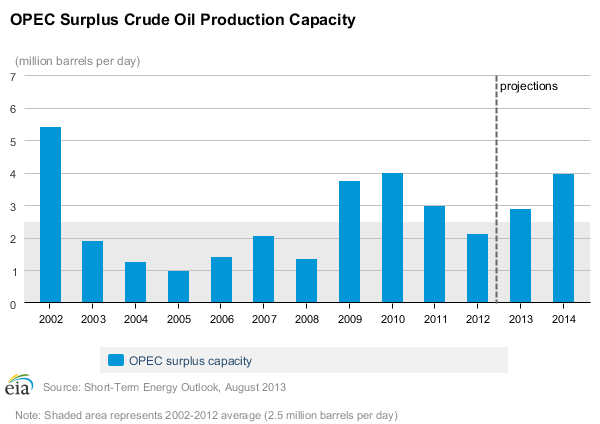
OPEC dư thừa năng lực sản xuất dầu thô (US EIA)

OPEC là liên minh giữa 12 quốc gia sản xuất dầu khác nhau (Algeria, Angola, Ecuador, Iran, Irac, Kuwait, Libya, Nigeria, Qatar, Ả-rập Xê-út, Các tiểu vương quốc Ả Rập thống nhất và Venezuela) để kiểm soát nguồn cung cấp dầu. Quyền lực của OPEC được củng cố khi nhiều quốc gia quốc hữu hóa việc nắm giữ dầu của họ, và ra quyết định tách khỏi "Seven Sisters", (Anglo-Iranian, Socony-Vacuum, Royal Dutch Shell, Gulf, Esso, Texaco, và Socal) và sáng lập các công ty dầu riêng để kiểm soát dầu. OPEC cố gắng ảnh hưởng đến giá cả bằng cách hạn chế sản xuất. Nó thực hiện điều này bằng cách phân bổ từng quốc gia thành viên một hạn ngạch cho sản xuất. Tất cả 12 thành viên đều đồng ý giữ giá cao bằng cách sản xuất ở các cấp thấp hơn. Không có cách nào để xác minh sự tuân thủ hạn ngạch, vì vậy mỗi thành viên phải đối mặt với cùng một động cơ để "gian lận" carten. Chính sách bán vũ khí của Hoa Kỳ và cung cấp các biện pháp an ninh cho Ả-rập Xê-út thường được coi là một nỗ lực để gây ảnh hưởng tới Saudis nhằm tăng sản lượng dầu mỏ. Theo giáo sư xã hội học Michael Schwartz, mục đích của cuộc chiến Iraq lần thứ hai là phá vỡ OPEC và trả lại quyền kiểm soát các mỏ dầu cho các công ty dầu mỏ phương Tây.
Ngoài ra, nhà kinh doanh hàng hóa Raymond Learsy, tác giả của Over a Barrel: Breaking the Middle East Oil Cartel, cho rằng OPEC đã đào tạo người tiêu dùng tin rằng dầu là nguồn tài nguyên hữu hạn hơn nhiều so với hiện nay. Để phản bác lại, ông đã chỉ ra những báo động sai lầm và sự hợp tác rõ ràng. Ông cũng tin rằng các nhà phân tích đỉnh dầu đang âm mưu với OPEC và các công ty dầu để tạo ra một "vở kịch bịa đặt về đỉnh dầu" để tăng giá dầu và lợi nhuận. Dầu đã tăng lên mức trên 30 USD / thùng tại thời điểm đó. Một lập luận phản đối đã được đưa ra trong Huffington Post sau khi ông và Steve Andrews, đồng sáng lập ASPO, đã tranh luận trên CNBC vào tháng 6 năm 2007.

### Dự đoán
| Năm sản xuất                                                                                           | Sản xuất bởi         | Năm cao điểm/phạm vi   | Năm sản xuất | Sản xuất bởi   | Năm cao điểm/phạm vi        |
| --- | -------------------- | ---------------------- | ------------ | -------------- | --------------------------- |
| 1972                                                                                                   | Esso                 | Khoảng 2000            | 1999         | Parker         | 2040                        |
| 1972                                                                                                   | United Nations       | By 2000                | 2000         | A. A. Bartlett | 2004 or 2019                |
| 1974                                                                                                   | Hubbert              | 1991–2000              | 2000         | Duncan         | 2006                        |
| 1976                                                                                                   | UK Dep. of Energy    | About 2000             | 2000         | EIA            | 2021–2067; 2037 most likely |
| 1977                                                                                                   | Hubbert              | 1996                   | 2000         | EIA (WEO)      | Beyond 2020                 |
| 1977                                                                                                   | Ehrlich              | 2000                   | 2001         | Deffeyes       | 2003–2008                   |
| 1979                                                                                                   | Shell                | Plateau by 2004        | 2001         | Goodstein      | 2007                        |
| 1981                                                                                                   | World Bank           | Plateau around 2000    | 2002         | Smith          | 2010–2016                   |
| 1985                                                                                                   | J. Bookout           | 2020                   | 2002         | Campbell       | 2010                        |
| 1989                                                                                                   | Campbell             | 1989                   | 2002         | Cavallo        | 2025–2028                   |
| 1994                                                                                                   | L. F. Ivanhoe        | OPEC plateau 2000–2050 | 2003         | Greene         | 2020–2050                   |
| 1995                                                                                                   | Petroconsultants     | 2005                   | 2003         | Laherrère      | 2010–2020                   |
| 1997                                                                                                   | Ivanhoe              | 2010                   | 2003         | Lynch          | No visible peak             |
| 1997                                                                                                   | J. D. Edwards        | 2020                   | 2003         | Shell          | After 2025                  |
| 1998                                                                                                   | IEA                  | 2014                   | 2003         | Simmons        | 2007–2009                   |
| 1998                                                                                                   | Campbell & Laherrère | 2004                   | 2004         | Bakhitari      | 2006–2007                   |
| 1999                                                                                                   | Campbell             | 2010                   | 2004         | CERA           | After 2020                  |
| 1999                                                                                                   | Peter Odell          | 2060                   | 2004         | PFC Energy     | 2015–2020                   |
| Dữ liệu thu thập ước tính các năm sản xuất dầu cao điểm thế giới (Cơ quan Thông tin Năng lượng Hoa Kỳ) |                      |                        |              |                |                             |

Năm 1962, Hubbert tiên đoán rằng sản lượng dầu thế giới sẽ đạt đỉnh với tốc độ 12,5 tỷ thùng mỗi năm, khoảng năm 2000. Vào năm 1974, Hubbert tiên đoán rằng dầu đỉnh cao sẽ xuất hiện vào năm 1995 "nếu các xu hướng hiện tại tiếp tục". Những dự đoán này đã chứng minh là không chính xác. Tuy nhiên, một số nhà lãnh đạo ngành công nghiệp và các nhà phân tích tin rằng sản lượng dầu thế giới sẽ cao nhất từ năm 2015 đến năm 2030, với một cơ hội đáng kể rằng đỉnh cao sẽ xảy ra trước năm 2020. Họ coi những ngày sau năm 2030 không được phép. Bằng cách so sánh, một phân tích năm 2014 về sản xuất và dữ liệu dự trữ dự đoán mức sản lượng khai thác dầu đỉnh cao khoảng năm 2035. Việc xác định một phạm vi cụ thể hơn là khó khăn do thiếu sự chắc chắn về quy mô thực tế của dự trữ dầu thế giới. Dầu thông thường hiện không được dự đoán là sẽ đáp ứng được sự thiếu hụt dự kiến ngay cả trong trường hợp tốt nhất. Đối với dầu lửa độc đáo để lấp khoảng trống mà không có "những tác động tiềm ẩn nghiêm trọng đối với nền kinh tế toàn cầu", sản xuất dầu sẽ phải ổn định sau đỉnh cao của nó, cho đến năm 2035.
Các bài báo xuất bản từ năm 2010 đã tương đối bi quan. Một nghiên cứu của Đại học Kuwait năm 2010 dự đoán sản xuất sẽ đạt đỉnh điểm vào năm 2014. Một nghiên cứu của Đại học Oxford năm 2010 dự đoán sản lượng sẽ đạt cao nhất trước năm 2015, nhưng dự báo của nó về sự thay đổi sớm "... từ một thị trường dẫn nhu cầu đến một thị trường hạn chế cung..." là không chính xác. Việc xác nhận năm 2014 về một nghiên cứu năm 2004 đáng kể trên tạp chí Năng lượng đã đề xuất rằng có thể sản xuất dầu thông thường đã đạt được đỉnh điểm theo các định nghĩa khác nhau giữa năm 2005 và năm 2011. Một loạt các mô hình được xuất bản trong một Ph.D. 2014 Luận cứ dự đoán rằng một đỉnh cao năm 2012 sẽ được theo sau bởi sự sụt giảm của giá dầu, mà trong một số kịch bản có thể biến thành một sự gia tăng nhanh chóng về giá cả sau đó . Theo blogger năng lượng Ron Patterson, đỉnh cao sản xuất dầu thế giới có thể là khoảng năm 2010.
Các công ty dầu mỏ lớn đã đạt sản lượng cao điểm vào năm 2005. Một số nguồn trong năm 2006 và 2007 đã dự đoán rằng sản xuất trên toàn thế giới đã ở mức tối đa hoặc quá mức của nó . Fatih Birol, chuyên gia kinh tế trưởng của Cơ quan Năng lượng Quốc tế, cũng tuyên bố rằng "sản lượng dầu thô thế giới đã đạt đỉnh điểm vào năm 2006."  Tuy nhiên, trong năm 2013, các số liệu của OPEC cho thấy sản lượng dầu thô thế giới và dự trữ đã được chứng minh Đỉnh cao. Theo Matthew Simmons, cựu Chủ tịch Simmons & Company International và là tác giả của Twilight in the Desert: Sốc Ả Rập Saudi và nền kinh tế thế giới, "đỉnh điểm là một trong những sự kiện mờ mà bạn chỉ biết rõ ràng khi bạn nhìn thấy nó qua phía sau Xem gương, và sau đó một độ phân giải thay thế nói chung là quá muộn. "

##### Tác động của doanh nghiệp và giới hạn dân số
Từ khi dầu khí trở thành yếu tố trọng điểm trong kĩ thuật nông nghiệp hiện đại, sự suy giảm trong việc cung cấp dầu mỏ toàn cầu có thể sẽ khiến giá cả lương thực nhảy vọt và nạn đói chưa từng có sẽ ập đến ở các thập kỉ kế tiếp. Nhà địa chất Dale Allen Pfeiffer cho rằng dân số thế giới luôn biến động,  và để có được một nền kinh tế bền vững và ngăn chặn thảm họa đó, dân số nước Mỹ phải giảm đi một phần ba, với dân số thế giới là hai phần ba.
Nguồn tiêu thụ nhiên liệu hóa thạch lớn nhất trong nền nông nghiệp hiện đại là sản xuất amonia (cho phân bón) qua quy trình Haber, cần thiết cho việc sinh lợi cao cho nền nông nghiệp mạnh. Nhiên liệu hóa thạch đầu vào cụ thể cho sản xuất phân bón là khí tự nhiên, cung cấp khí hydro qua quá trình tái tạo hơi nước. Với khả năng cung cấp đủ năng lượng tái chế, hydro có thể được tạo ra mà không cần đến nhiên liệu hóa thạch sử dụng các quy trình như điện phân. Ví dụ, nhà máy thủy điện Vemork ở Norway sử dụng lượng điện dư thừa ở đầu ra để tạo amonia tái chế từ năm 1911 đến năm 1971.
Hiện tại, Iceland sử dụng điện từ các nhà máy thủy điện và địa nhiệt điện để sản xuất amonia, do Iceland có trữ lượng tài nguyên này lớn trong khi thiếu các nguồn hydrocarbon ở trong nước, và chi phí nhập khẩu khí tự nhiên cao.

#### Ảnh hưởng lâu dài đến lối sống

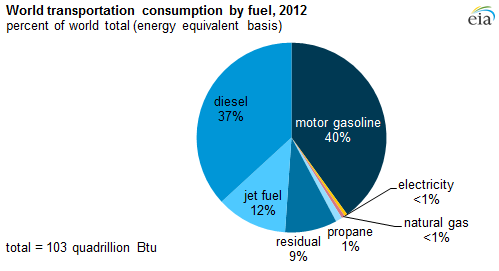
Sử dụng năng lượng vận tải thế giới theo loại nhiên liệu 2012

Đa số người Mỹ sống ở vùng ngoại ô, một loại hình nhà ở tỷ trọng thấp được thiết kế xung quanh việc sử dụng ô tô cá nhân. Những nhà phê bình như James Howard Kunstler tranh luận rằng bởi vì 90% giao thông ở Mỹ dựa vào dầu, sự phụ thuộc của vùng ngoại ô vào ô tô là một sự sắp xếp cuộc sống không bền vững. Thời kì đỉnh điểm dầu sẽ khiến nhiều người Mỹ không đủ khả năng mua xăng dầu cho xe hơi, buộc họ sử dụng xe đạp hoặc xe đạp điện. Các lựa chọn khác bao gồm làm việc ở xa, di chuyển đến các vùng nông thôn, hoặc di chuyển đến những khu vực có mật độ dân số cao, nơi mà đi bộ và các phương tiện công cộng là những lựa chọn khả thi. Trong hai trường hợp sau, những vùng ngoại ô có thể trở thành những khu ổ chuột trong tương lai. Vấn đề cung cầu của xăng dầu luôn là nỗi lo lắng cho các thành phố đang tăng trưởng trong những nước đang phát triển (nơi mà vùng thành thị được mong chờ sẽ tiếp nhận 2.3 tỉ dân số dự kiến gia tăng vào năm 2050 của thế giới). Việc nhấn mạnh vào thành phần năng lượng của những kế hoạch phát triển tương lai trở thành một mục tiêu quan trọng.
Nếu sự gia tăng giá dầu xảy ra, điều đó sẽ ảnh hưởng đến giá thực phẩm, nhiệt, và điện. Đó sẽ là một áp lực lớn lên các gia đình có thu nhập trung bình và thấp hiện nay, khi sự sụt giảm của nền kinh tế hợp đồng từ các quỹ thừa, giảm tỉ lệ việc làm. The Hirsch/US DoE Report kết luận rằng "nếu không có sự giảm nhẹ kịp thời, sự cân bằng giữa cung và cầu của thế giới sẽ đạt được thông qua sự phá huỷ những nhu cầu lớn (thiếu hụt), cùng với sự gia tăng giá dầu khổng lồ, cả hai sẽ tạo ra thời kì kinh tế khó khăn trên toàn thế giới."
Những phương pháp đã được đề xuất để giảm thiểu những vấn đề đô thị và ngoại ô gồm có sử dụng phương tiện không dùng xăng dầu như xe ô tô điện, xe chạy pin, phát triển định hướng quá cảnh, thành phố không xe cộ, xe đạp, tàu điện, chủ nghĩa đi bộ, tăng trưởng thông minh, không gian chung, hợp nhất đô thị, các làng đô thị, và chủ nghĩa đô thi mới.
Một báo cáo năm 2009 về những ảnh hưởng của sự phát triển tập trung được thực hiện bởi Hội đồng nghiên cứu Quốc gia Hoa Kỳ thuộc Học viện Khoa học do Đại hội Hợp chủng quốc Hoa Kỳ uỷ nhiệm đưa ra sáu kết quả chính.Thứ nhất, phát triển tập trung có khả năng làm giảm "Vehicle Miles Traveled"(VMT) khắp cả nước. Thứ hai, việc tăng gấp đôi mật độ dân cư trong những khu vực nhất định có thể làm giảm 25% VMT nếu kết hợp với những phương pháp như tăng tỉ lệ việc làm và cải thiện phương tiện công cộng. Thứ ba, mật độ cao, phát triển tập trung sẽ trực tiếp làm giảm khí thải CO2 (từ việc lái xe), và gián tiếp làm giảm CO2 (chẳng hạn như từ việc giảm số lượng vật liệu sử dụng cho mỗi hộ gia đình, kiểm soát khí hậu hiệu quả hơn, kéo dài tuổi thọ của các phương tiện giao thông, và cung cấp hàng hoá và dịch vụ hiệu quả hơn). Thứ tư, mặc dù trong thời gian ngắn việc giảm sử dụng năng lượng và khí thải CO2 chưa đáng kể, nhưng những cắt giảm này sẽ trở nên quan trọng theo thời gian. Thứ năm, một trở ngại lớn cho sự phát triển tập trung ở Hoa Kỳ là sự phản kháng chính trị từ các nhà quản lý địa phương, điều này sẽ cản trở nỗ lực của các chính phủ tiểu bang và khu vực tham gia vào việc lập kế hoạch sử dụng đất. Thứ sáu, Ủy ban cho rằng những thay đổi trong phát triển có thể làm thay đổi những mô hình giao thông và hiệu quả xây dựng sẽ có nhiều chi phí thứ cấp và những lợi ích rất khó để định lượng. Bản báo cáo đề nghị những chính sách hỗ trợ sự phát triển tập trung (đặc biệt khả năng giảm việc lái xe, năng lượng sử dụng, và khí thải CO2) nên được khuyến khích.
Một thuyết kinh tế được đề xuất như một biện pháp khắc phục là sự ra đời của một nền kinh tế nhà nước ổn định. Một hệ thống như vậy có thể bao gồm việc chuyển đổi thuế từ thu nhập sang nguồn tài nguyên thiên nhiên cạn kiệt (và ô nhiễm), cũng như giới hạn những quảng cáo kích thích nhu cầu và gia tăng dân số. Bao gồm việc thiết lập các chính sách tránh xa toàn cầu hoá và hướng tới nội địa hoá để bảo tồn các nguồn năng lượng, cũng cấp việc làm cho địa phương và duy trì quyền quyết định của địa phương. Những chính sách phân vùng có thể được điều chỉnh để thúc đẩy việc bảo tồn tài nguyên và loại bỏ sự mở rộng.
Vì nhiên liệu máy bay có nguồn gốc chủ yếu từ dầu thô nên ngành hàng không thương mại được dự đoán là sẽ suy thoái cùng với sản lượng dầu toàn cầu.

### Khác
Nhà kinh tế học Robert L. Bradley, Jr. Vào năm 2007 đã viết trong cuốn The Review of Austrian Economics, "lý thuyết về thể chế Austrian đã giải thích mạnh mẽ cho những thay đổi về khan hiếm tài nguyên khoáng sản so với chủ nghĩa cạn kiệt kiểu tân cổ điển." Vào năm 2012 những bài viết của Erich Zimmermann và Julian Simon, Bradley cũng lập luận các nguồn lực có tính chủ quan hơn là khách quan về sự tồn tại của nền kinh tế. Ông kết luận rằng "những nguồn lực đến từ mặt đất cuối cùng cũng phụ thuộc vào những nguồn lực trong tâm trí."
Luật sư và kỹ sư cơ khí Peter W. Huber đã chỉ ra rằng trong năm 2006 thế giới cạn kiệt dầu giá rẻ. Khi giá dầu tăng, những nguồn nhiên liệu khác trở nên khả thi về mặt kinh tế. Ông đã tiên đoán rằng, "cát dầu của Alberta chứa đủ hydrocarbon để làm nhiên liệu cho toàn bộ hành tinh trong hơn 100 năm."
Blogger Steve Maly đã phản ánh một số quan điểm của Yergin, Rühl, Mather và Hofmeister.
Nhà báo môi trường George Monbiot trả lời báo cáo năm 2012 của Lenardo Maugeri bằng cách tuyên bố rằng có quá nhiều dầu (từ các nguồn bất thường) cho chủ nghĩa tư bản làm "chao đảo" thế giới với sự thay đổi khí hậu Stephen Sorell, giảng viên bậc cao Science and Technology Policy Research, Sussex Energy Group, và tác giả chính của báo cáo về suy giảm dầu cọ của UKERC, và Christophe McGlade, tiến sĩ nghiên cứu thuộc UCL Energy Institute đã chỉ trích các giả định của Maugeri về tỷ lệ suy giảm.

## Có thể xem thêm
| - Ecoflation - Hubbert linearization - Oil Storm - Olduvai theory - The Limits to Growth - Energy development - Energy security - Global strategic petroleum reserves - Shale gas - Soft energy path - United States energy independence - 2000s commodities boom - Ecological economics - Efficient energy use - Kuznets curve - List of countries by oil consumption - List of countries by proven oil reserves - Low-carbon economy - Oil burden - Renewable energy commercialization - Stranded assets - World oil market chronology from 2003 | - ACEGES - Age of Oil - Doomer - Global catastrophic risk - Oil Shockwave - Overconsumption - Overpopulation - Overshoot - Peak car - Peak coal - Peak copper - Peak gas - Peak gold - Peak minerals - Peak phosphorus - Peak uranium - Peak water - Peak wheat |

## Thông tin khác

### Sách
- Aleklett, Kjel (2012). Peeking at Peak Oil. Springer Science. ISBN 978-1-4614-3423-8.
- Campbell, Colin J. (2004). The Essence of Oil & Gas Depletion. Multi-Science Publishing. ISBN 0-906522-19-6.
- Campbell, Colin J. (1997). The Coming Oil Crisis. Multi-Science Publishing. ISBN 0-906522-11-0.
- Campbell, Colin J. (2005). Oil Crisis. Multi-Science Publishing. ISBN 0-906522-39-0.
- Deffeyes, Kenneth S. (2002). Hubbert's Peak: The Impending World Oil Shortage. Princeton University Press. ISBN 0-691-09086-6.
- Deffeyes, Kenneth S. (2005). Beyond Oil: The View from Hubbert's Peak. Hill and Wang. ISBN 0-8090-2956-1.
- Goodstein David (2005). Out of Gas: The End of the Age of Oil. WW Norton. ISBN 0-393-05857-3.
- Greer, John M. (2008). The Long Descent: A User's Guide to the End of the Industrial Age. New Society Publishers. ISBN 978-0-865-71609-4.
- Greer, John M. (2013). Not the Future We Ordered: The Psychology of Peak Oil and the Myth of Eternal Progress. Karnac Books. ISBN 978-1-78049-088-5.
- Herold, D. M. (2012). Peak Oil. Hurstelung und Verlag. ISBN 978-3-8448-0097-5.
- Heinberg, Richard (2003). The Party's Over: Oil, War, and the Fate of Industrial Societies. New Society Publishers. ISBN 0-86571-482-7.
- Heinberg, Richard (2004). Power Down: Options and Actions for a Post-Carbon World. New Society Publishers. ISBN 0-86571-510-6.
- Heinberg, Richard (2006). The Oil Depletion Protocol: A Plan to Avert Oil Wars, Terrorism and Economic Collapse. New Society Publishers. ISBN 0-86571-563-7.
- Heinberg, Richard & Lerch, Daniel (2010). The Post Carbon Reader: Managing the 21st Century's Sustainability Crises. Watershed Media. ISBN 978-0-9709500-6-2.
- Herberg, Mikkal (2014). Energy Security and the Asia-Pacific: Course Reader Lưu trữ ngày 7 tháng 12 năm 2014 tại Wayback Machine. United States: The National Bureau of Asian Research.
- Huber, Peter (2005). The Bottomless Well. Basic Books. ISBN 0-465-03116-1.
- Kunstler James H. (2005). The Long Emergency: Surviving the End of the Oil Age, Climate Change, and Other Converging Catastrophes. Atlantic Monthly Press. ISBN 0-87113-888-3.
- Leggett Jeremy K. (2005). The Empty Tank: Oil, Gas, Hot Air, and the Coming Financial Catastrophe. Random House. ISBN 1-4000-6527-5.
- Leggett, Jeremy K. (2005). Half Gone: Oil, Gas, Hot Air and the Global Energy Crisis. Portobello Books. ISBN 1-84627-004-9.
- Leggett Jeremy K (2001). The Carbon War: Global Warming and the End of the Oil Era. Routledge. ISBN 0-415-93102-9.
- Lovins Amory; và đồng nghiệp (2005). Winning the Oil Endgame: Innovation for Profit, Jobs and Security. Rocky Mountain Institute. ISBN 1-881071-10-3.
- Pfeiffer Dale Allen (2004). The End of the Oil Age. Lulu Press. ISBN 1-4116-0629-9.
- Newman Sheila (2008). The Final Energy Crisis (ấn bản thứ 2). Pluto Press. ISBN 978-0-7453-2717-4. OCLC 228370383.
- Roberts Paul (2004). The End of Oil. On the Edge of a Perilous New World. Boston: Houghton Mifflin. ISBN 978-0-618-23977-1.
- Ruppert Michael C (2005). Crossing the Rubicon: The Decline of the American Empire at the End of the Age of Oil. New Society. ISBN 978-0-86571-540-0.
- Simmons Matthew R (2005). Twilight in the Desert: The Coming Saudi Oil Shock and the World Economy. Hoboken, N.J.: Wiley & Sons. ISBN 0-471-73876-X.
- Simon Julian L (1998). The Ultimate Resource. Princeton University Press. ISBN 0-691-00381-5.
- Schneider-Mayerson Matthew (2015). Peak Oil: Apocalyptic Environmentalism and Libertarian Political Culture. University of Chicago Press. ISBN 978-0-226-28543-6.
- Stansberry Mark A; Reimbold Jason (2008). The Braking Point. Hawk Publishing. ISBN 978-1-930709-67-6.
- Tertzakian Peter (2006). A Thousand Barrels a Second. McGraw-Hill. ISBN 0-07-146874-9.
- Vassiliou, Marius (2009). Historical Dictionary of the Petroleum Industry. Scarecrow Press (Rowman & Littlefield). ISBN 0-8108-5993-9.

### Bài viết
- Appenzeller, Tim. "The end of cheap oil". National Geographic.
- Benner, Katie (ngày 7 tháng 12 năm 2005). "Lawmakers: Will we run out of oil?". CNN.
- Benner, Katie (ngày 3 tháng 11 năm 2004). "Oil: Is the end at hand?". CNN.
- Colin, Campbell, Laherrère Jean. "The end of cheap oil". Scientific American. Bản gốc lưu trữ ngày 27 tháng 9 năm 2007. Truy cập ngày 1 tháng 4 năm 2017.{{Chú thích web}}:  Quản lý CS1: nhiều tên: danh sách tác giả (liên kết)
- Cochrane, Troy (ngày 4 tháng 1 năm 2008). "Peak oil?: Oil supply and accumulation". Cultural Shifts. Bản gốc lưu trữ ngày 13 tháng 1 năm 2008. Truy cập ngày 1 tháng 4 năm 2017.
- De Young, R. (2014). "Some behavioral aspects of energy descent." Frontiers in Psychology, 5(1255).
- "The future of oil". Foreign Policy. Bản gốc lưu trữ ngày 18 tháng 6 năm 2009. Truy cập ngày 1 tháng 4 năm 2017.
- Leonardo Maugeri (ngày 20 tháng 5 năm 2004). "Oil: Never Cry Wolf—Why the Petroleum Age Is Far from over". Science. Bản gốc lưu trữ ngày 22 tháng 2 năm 2012. Truy cập ngày 1 tháng 4 năm 2017.
- Porter, Adam (ngày 10 tháng 6 năm 2005). "'Peak oil' enters mainstream debate". BBC News. Truy cập ngày 26 tháng 3 năm 2010.
- Kuhlman, Alex (tháng 6 năm 2006). "Peak oil and the collapse of commercial aviation" (PDF). Airways. Bản gốc (PDF) lưu trữ ngày 14 tháng 5 năm 2007. Truy cập ngày 1 tháng 4 năm 2017.
- Jaeon Kirby & Colin Campbell (ngày 30 tháng 5 năm 2008). "Life at $200 a barrel". Maclean's. Bản gốc lưu trữ ngày 6 tháng 12 năm 2008. Truy cập ngày 1 tháng 4 năm 2017.
- Stefan Schaller (ngày 28 tháng 9 năm 2010). "The Theory behind Peak Oil". Bản gốc lưu trữ ngày 26 tháng 3 năm 2015. Truy cập ngày 1 tháng 4 năm 2017.
- Ariel Schwartz (ngày 9 tháng 2 năm 2011). "WikiLeaks May Have Just Confirmed That Peak Oil Is Imminent". Fast Company.
- Matthew Schneider-Mayerson (2013). "From politics to prophecy: environmental quiescence and the peak-oil movement" (PDF). Environmental Politics.

### Phim tài liệu
- The End of Suburbia: Oil Depletion and the Collapse of the American Dream (2004)
- Crude Awakening: The Oil Crash (2006)
- The Power of Community: How Cuba Survived Peak Oil (2006)
- Crude Impact (2006)
- What a Way to Go: Life at the End of Empire (2007)
- Crude (2007) Australian Broadcasting Corporation documentary [3 x 30 minutes] about the formation of oil, and humanity's use of it
- PetroApocalypse Now? (2008)
- Blind Spot (2008)
- Gashole (2008)
- Collapse (2009)
- Oil Education TV Lưu trữ ngày 11 tháng 1 năm 2016 tại Wayback Machine: Series of video interviews with international oil industry experts
- Peak Oil: A Staggering Challenge to "Business As Usual"

### Podcasts
- Saudi America? – The U.S. Oil Boom in Perspective: https://energyx.org/saudi-america/
- KunstlerCast 275 — Art Berman Clarifies Whatever Happened to Peak Oil: http://kunstler.com/podcast/kunstlercast-275-art-berman-clarifies-whatever-happened-to-peak-oil/ Lưu trữ ngày 31 tháng 3 năm 2023 tại Wayback Machine